# Братья (фестиваль)
Правосла́вный молодёжный междунаро́дный фестива́ль «Бра́тья» — русскоязычный православный молодёжный фестиваль и форум, организованный группой активистов из Можайска и проводимый при поддержке различных православных объединений, общественных организаций и частных лиц. Хотя фестиваль заявлен как международный, традиционно «Братья» объединяют православную молодёжь стран бывшего СССР.
В основу фестиваля положены дополняющие друг друга составляющие: познавательная часть, неформальное общение участников как со священнослужителями, так и друг с другом и фестивальные выступления. В рамках фестиваля проводятся творческие выступления православных молодёжных коллективов и исполнителей разных направлений, богослужения, тематические беседы со священнослужителями, экскурсии, балы, спортивные конкурсы и различные игры, мастер-классы различной направленности.
Впервые фестиваль «Братья» был проведён в июле 2005 года и с тех пор проводится каждое лето. С 2008 года также ежегодно в феврале проводится и зимний фестиваль, также именуемый «Братья Зимой». Летний фестиваль проходит в палаточном городке в течение девяти дней, зимний — проходят в туристических комплексах на протяжении семи дней и является более камерным. На настоящий момент было проведено 36 фестивалей, из них 20 летом и 16 — зимой. Место проведения фестиваля каждый раз меняется, однако периодически фестиваль возвращается на первоначальное место проведения — Бородинское поле под Можайском. С 2017 года в течение недели до начала летнего фестиваля проводится Школа волонтёров фестиваля «Братья». Фестиваль «Братья» по отзывам его участников отличается тёплой и дружеской атмосферой.

## Создание фестиваля

Эмблема фестиваля «Братья» в 2005—2023 годы

Инициатором организации фестиваля стала танцевальная студия Оксаны Шашуто из города Можайска, созданная в 1994 году. В августе 1997 году они побывали c гастролями в Париже, где в тот момент приходил 12-й католический Всемирный день молодёжи, гостями которого стали свыше миллиона человек. Можайцам понравилась идея: лекции, богослужения, концерты. По словам Оксаны Шашуто: «Это очень большая работа с молодёжью. А у нас, — был 97-й год, — ещё не было вообще ничего практически, даже лагерей каких-то. И, получилось, что мы так сошлись по характеру, что я стала думать: почему у нас этого нет и мы не можем что-то сделать, чтобы попробовать начать». При этом подобные мероприятия в России и странах СНГ проводили в основном протестанты, католики и представители других религий, имевшие немалый опыт проведения подобных мероприятий за границей, в то время как в Русской православной церкви к тому времени проводились в лучшем случае епархиальные или приходские летние лагеря, впрочем, далеко не повсеместно. Как написала в 2005 году журналистка из Киева Ольга Пророк: «Почему, если слышим о молодёжном мероприятии, где говорится о Боге, уверенно заявляем — сектанты? И, что самое прискорбное, почти всегда угадываем. Глядя на мастерски организованные заокеанскими проповедниками детские лагеря, туристические походы и увлекательные экскурсии, мы жалуемся на проворных сектантов, которые уводят неопытных юных чад в свою секту. А почему мы, православные, ничего подобного, за редким исключением, организовать не умеем?».

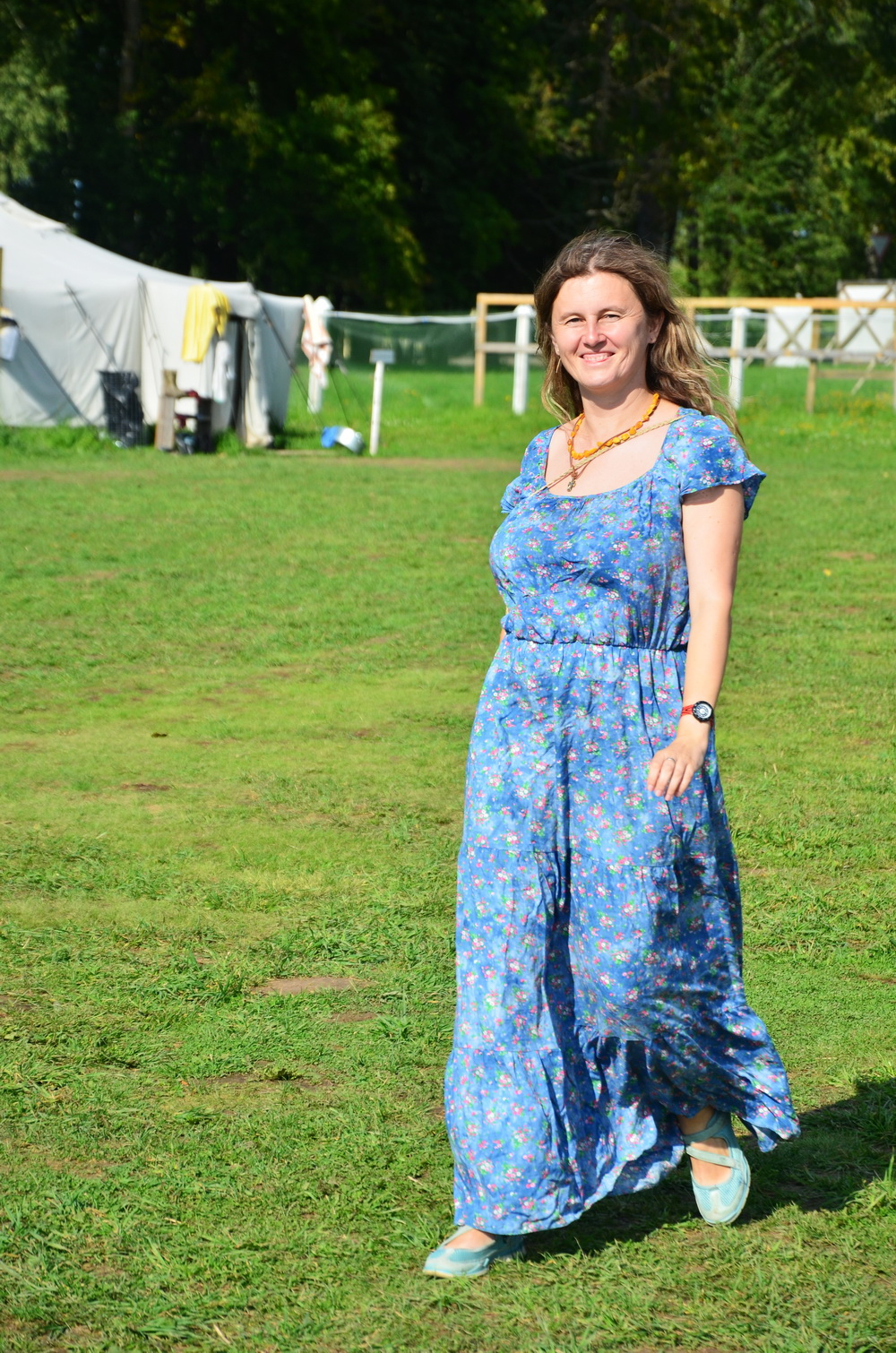
Оксана Шашуто на летнем фестивале 2019 года

И тогда у Оксаны Шашуто и её мужа Ярослава Ерофеева (они поженились в 2004 году) появилась идея провести общецерковный молодёжный фестиваль чтобы «делиться межрегиональным опытом, не видя рамок в географии»: «Мы посмотрели, как там, поспрашивали, поговорили и, когда я уже стала смыслить в православной тематике, решили сделать фестиваль». В самом названии фестиваля была заложена идея единства. Как отмечал священник Ярослав Ерофеев: «Мы задумали этот фестиваль в 2004 году, когда тенденции к разъединению братских народов уже начали проникать в общественное сознание. А нам хотелось показать, что во Христе мы все едины, что ни одна политическая партия не может так сплотить людей, как это делает Христос». Идея провести православный молодёжный фестиваль не была никем навязана; фактически инициатором фестиваля стала сама молодёжь
Тем не менее, тогда такой шаг казался отчаянным, а путь к фестивалю — тернист. Пришлось решать множество непривычных вопросов. У самой Оксаны Шашуто на тот момент был опыт организации танцевального фестиваля. Кроме задачи сплочения, организаторы пытались привнести в фестиваль и образовательную составляющую, а также стремились показать, что молодёжь идёт в православие, сломать стереотип о серости жизни верующих и самим молодым доказать, что они не одиноки в своём стремлении к Богу. Инициатива была поддержана митрополитом Крутицким и Коломенским Ювеналием (Поярковым), благочинным Можайского округа Московской областной епархии иеромонахом Даниилом (Жирновым), главой Можайского района Владимиром Насоновым. По словам Ярослава Ерофеева: «Все восприняли эту идею очень правильно и всячески оказывали помощь. Был выбран день, место, были подготовлены ребята». Первыми волонтёрами, организовывавшими работу фестиваля, стали старшеклассницы, ранее учившиеся в «Танц-студии Оксаны Шашуто». В качестве места проведения фестиваля было выбрано Бородинское поле — место «ратных подвигов наших предков в 1812 и 1941 годах». Чтобы оповестить потенциальных участников о проведении фестиваля была размещена информация в интернете.
Первый фестиваль прошёл 18 — 24 июля 2005 года, с понедельника по воскресенье. И участники и организаторы фестиваля жили в простых палатках. Еду привозили из школьной столовой Можайска. Уже на первом фестивале сложилась общая концепция, которой устроители придерживались и в дальнейшем: богослужения, лекции приглашённых гостей, экскурсии по окрестным достопримечательностям, импровизированные концерты на специально выстроенной на время проведения фестиваля сцене, зрительный зал под тентом возле неё, «костёр» с песнями и неформальным общением, мини-беседы (на первом фестивале они назывались «круглыми столами»), фестивальный крестный ход к Колоцкому монастырю, запрет пить и курить в лагере, игра в «ангелов-хранителей», и ночная литургия, за которой почти все участники фестиваля причастились, многие впервые. По свидетельству очевидцев, фестиваль прошёл «с невиданным подъёмом». Расставаясь, его участники обнимались и потом заявляли, что такие праздники должны проводиться постоянно. За проведение данного фестиваля и «миссионерскую и просветительскую деятельность среди молодёжи» предстоятель Украинской православной церкви митрополит Владимир (Сабодан) в октябре того же года удостоил Оксану Шашуто ордена преподобного Нестора Летописца.
Сразу после окончания первого фестиваля организаторы стали готовиться ко второму. Был организован сайт www.bratia.ru, ребята начали ездить в гости друг к другу, общаться. 29 октября 2006 года Ярослав Ерофеев был рукоположен в сан священника. Так как количество участников увеличилось, организаторы решили проводить фестивали и в других городах. Кроме того «для тех, кто не хочет надолго расставаться с летним Фестивалем „Братья“ и со всеми, с кем он так сдружился и сроднился за это время» решено было открыть и зимнюю сессию фестиваля. Зимний фестиваль был впервые проведён в феврале 2008 года в посёлке Усть-Чорна Закарпатской области. Летний фестиваль того же года был проведён близ Киева. С тех пор «в целях укрепления дружественных отношений и культурных традиций между молодёжью различных стран» место проведения фестиваля каждый раз менялось, однако фестиваль регулярно возвращался на Бородинское поле, став своеобразной визитной карточкой Можайского района.
Для проведения фестиваля создана Автономная некоммерческая организация «Православный молодежный международный фестиваль „Братья“», зарегистрированная 12 января 2011 года.

## Проведённые фестивали
1. 18 — 24 июля 2005, Бородинское поле, Можайский район, Московская область[52]  Россия
273 участника[42]. Девиз: «С нами Бог!»[33]
2. 17 — 23 июля 2006, Бородинское поле, Можайский район, Московская область[53]  Россия
500 участников[54] Девиз: «Русь Святая, храни веру православную»[45]
3. 15 — 22 июля 2007, Бородинское поле, Можайский район, Московская область  Россия
700 участников[55]. Девиз: «Всегда радуйтесь» (1Фес. 5:16)
4. 10 — 16 февраля 2008, село Усть-Чорна, Тячевский район, Закарпатская область[56]  Украина
более 100 участников[56]; Девиз: «Будьте как дети»[57]
5. 23 июля — 2 августа 2008, село Глебовка, Вышгородский район, Киевская область[58][59]  Украина
700 участников[60]. Девиз: «Един Господь, едина вера, едино крещение» (Еф. 4:5)[61]
6. 7 — 15 февраля 2009, деревня Введенье, Ярославский район, Ярославская область[62][63]  Россия
120 участников[48]; девиз: «Молиться надо чаще, чем дышать» (святитель Григорий Богослов)[64]
7. 19 — 26 июля 2009, Бородинское поле, Можайский район, Московская область[65]  Россия
800 участников[66]. Девиз: «Да любите друг друга, как Я возлюбил вас» (Ин. 15:12)[67]
8. 1 — 8 февраля 2010, Серафимович, Волгоградская область  Россия
185 участников[68]. Девиз: «Сия есть жизнь вечная — да знают Тебя Небесного Бога Отца» (Ин. 17:3)[69]
9. 17 — 25 июля 2010, территория горнолыжного курорта «Силичи», Логойский район, Минская область[37]  Беларусь
800 участников[70]. Девиз: «Верный в малом и во многом верен» (Лк. 16:10)[71]
10. 16 — 24 июля 2011, Бородинское поле, Можайский район, Московская область[72]  Россия
700 участников[73]. Девиз: «Учитель, где живёшь? Приидите и увидите» (Ин. 1:38, 39)[74]
11. 12 — 18 февраля 2012[75], Санкт-Петербург  Россия
150 участников[76][77]. Девиз: «Где двое или трое собраны во имя Мое, там Я посреди них» (Мф. 18:20)[78]
12. 21 — 26 июля 2012[79], село Вилино, Бахчисарайский район, Крым[80]  Украина
1250 участников. Девиз: «Будьте совершенны, как совершен Отец ваш Небесный» (Мф. 5:48)[81]
13. 3 — 10 февраля 2013, Гродно[82]  Беларусь
200 участников[83]. Девиз: «Не бойся, только веруй» (Лк. 8:50)[4]
14. 20 — 28 июля 2013[84], село Холки, Чернянский район, Белгородская область[85]  Россия
400 участников[86]. Девиз: «Верую, Господи, помоги моему неверию» (Мк. 9:24)[87]
15. 19 — 27 июля 2014, Бородинское поле, Можайский район, Московская область[88]  Россия
750 участников[89]. Девиз: «Храните мир между собой, как дети одного отца» (преподобный Сергий Радонежский)[90]
16. 2 — 9 февраля 2015, Иерусалим[91][92]  Израиль
153 участников[92]. Девиз: «Ищите и обрящите» (Мф. 7:7)[93]
17. 18 — 26 июля 2015, Бородинское поле, Можайский район, Московская область[94]  Россия
500 участников[94]. Девиз: «Се, стою у двери и стучу» (Откр. 3:20)
18. 1 — 7 февраля 2016, Кострома[95]  Россия
136 участников. Девиз: «Имейте любовь между собою, и Бог не оставит вас» (преподобный Павел Обнорский)[96]
19. 16 — 24 июля 2016[97], Заславль, Минский район, Минская область[8]  Беларусь
450 участников[98]. Девиз: «Верьте в свет, да будете сынами света» (Ин. 12:36)[98]
20. 5 — 12 февраля 2017, Салават, Башкортостан[99]  Россия
150 участников[100]. Девиз: «Кто ны разлучит от любве Божия?» (Рим. 8:35)[101]
21. 15 — 23 июля 2017, Бородинское поле, Можайский район, Московская область  Россия
500 участников[102]. Девиз: «Церковь жива и сильна кровью мучеников» (святитель Лука (Войно-Ясенецкий))
22. 4 — 11 февраля 2018, Лимасол.  Кипр
136 участников[103]. Девиз: «Всё у вас да будет с любовью» (1Кор. 5:9)
23. 4 — 12 августа 2018, село Растопуловка, Приволжский район, Астраханская область[104][105]  Россия
400 участников[106]. Девиз: «от избытка сердца говорят уста» (Лк. 6:45)
24. 3 — 10 февраля 2019, Рязань  Россия
160 участников[12]. Девиз: «Один у вас Учитель — Христос, вы же все братья» (Мф. 23:8)[107].
25. 3 — 11 августа 2019, Бородинское поле, Можайский городской округ, Московская область[108]  Россия.
400 участников[109]. Девиз: «…имейте веру Божию…» (Мк. 11:23).
26. 4 — 11/13 февраля 2020, Венеция[47]  Италия.
80 участников. Девиз: «где нет ни Еллина, ни Иудея, но всё и во всём Христос» (Кол. 3:11)[110]
27. июль-август 2020, «Братья на крыльях»
Девиз: «Да веселится сердце ищущих Господа» (1 Пар. 16:10)
28. 1 — 7 февраля 2021, Кострома  Россия[111]
50 участников[111]. Девиз: «Друг как брат, явится во время несчастья» (Прит. 17:17)[112].
29. 7 — 14 августа 2021, Пицунда,  Абхазия
Девиз: «Любовь, радость, мир, долготерпение, благость, милосердие, вера» (Гал. 5:22)[113]
30. 29 января — 6 февраля 2022,  Армения
Девиз: «Вы — свет мира» (Мф. 5:14)[114]
31. 6 — 13 августа 2022 года, близ деревни Блазново, Можайский городской округ, Московская область  Россия.
300 участников. Девиз: «Господь просвещение мое и Спаситель мой, кого убоюся?» (Пс. 26:1)[115]
32. 4 — 11 февраля 2023, Санкт-Петербург[116]
200 участников «Не будь побежден злом, но побеждай зло добром» (Рим. 12:21).
33. 5 — 13 августа 2023, Новозавидовский, Конаковский район, Тверская область,  Россия
34. 3 — 10 февраля 2024, Джубга, Туапсинский район, Краснодарский край,  Россия
35. 3 — 11 августа 2024, турбаза Медвежий яр, Изобильненский район, Ставропольский край,  Россия
36. 25 января - 1 февраля 2025, Муром, Владимирская область, Россия

## Цели и задачи фестиваля

### Объединение православной молодёжи
Организаторы фестиваля ставят своей целью объединение православной молодёжи самых разных стран, не взирая на государственные границы и этнические различия, дать возможность пообщаться друг с другом, расширить свой круг друзей на несколько десятков человек, «подарить друг другу любовь и тепло своих сердец». Главным образом эти усилия были направлены на объединение молодёжи из России, Украины и Белоруссии. По словам Оксаны Шашуто цель фестиваля — «собрать молодёжь из разных городов и разных стран воедино, показать, что православные люди живут везде, что нас много, и мы можем быть вместе. <…> Никакие границы не могут нас разделить, и никакие политики не способны рассорить». Эта цель стала особенно актуальна после начала военный действий на востоке Украины и серьёзного осложнения отношений между тремя восточно-славянскими государствами в 2014 году. Само название фестиваля по мысли Оксаны Шашуто «наиболее точно передаёт единение и братство всех, а не изоляцию на отдельных приходах».

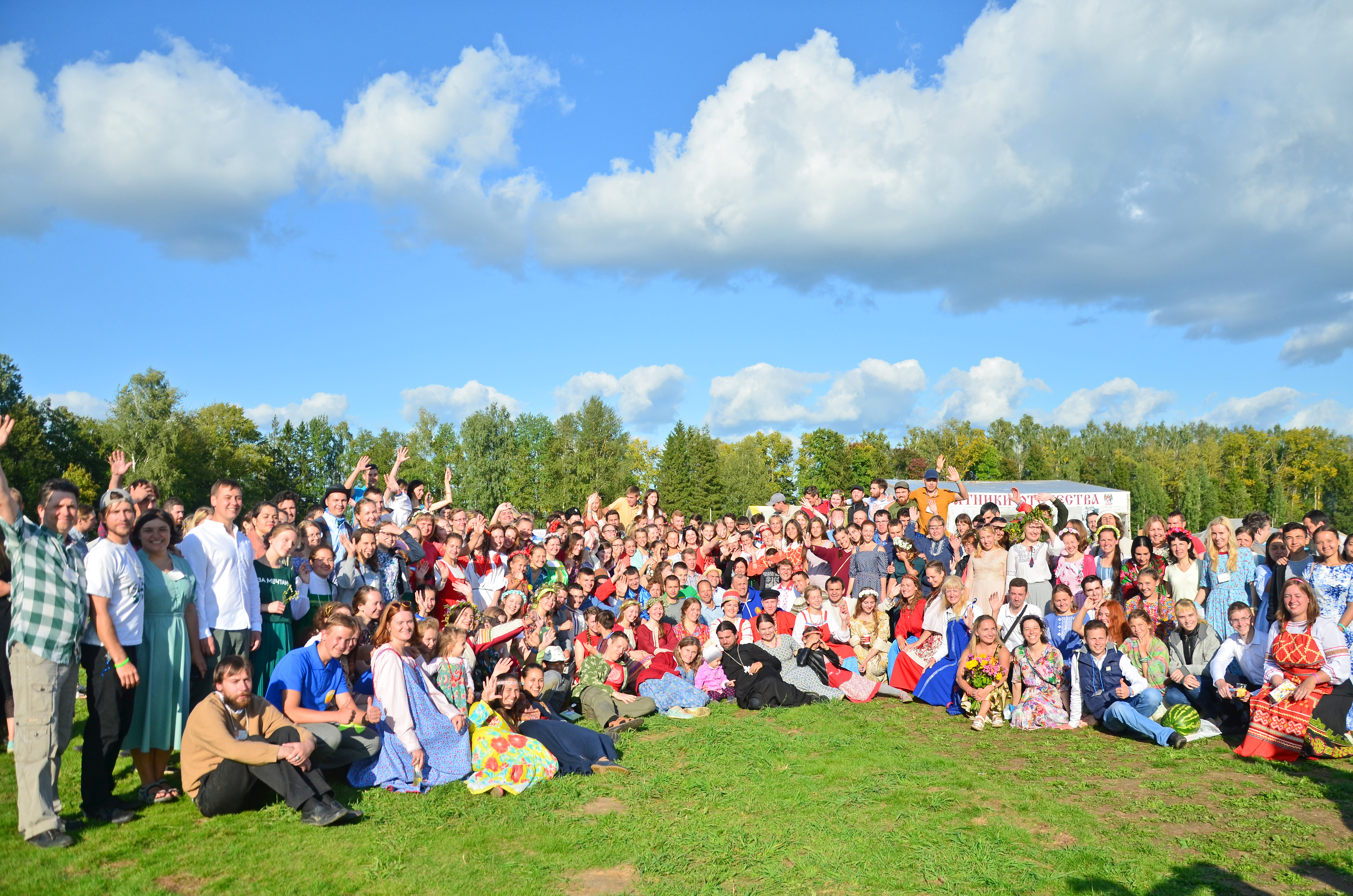
Общее фото участников летнего фестиваля 2019 года

Также организаторы фестиваля ставят своей целью «воплощение в жизни братства, дружбы и единства православной церкви». Как отметил иерей Вячеслав Гапличник, организовывавший зимний фестиваль 2013 года: «Фестиваль — это уникальная площадка для общения православной молодежи из разных стран. Потому что люди могут терять единство. Состав русской церкви очень велик. Часто Украина не имеет контактов с молодёжью Литвы, а Москва не знает Беларусь. А здесь устанавливаются очень крепкие связи на многие годы». В 2005 году Ольга Пророк так описывала цели организаторов: «простое человеческое общение необходимы абсолютно всем, в том числе и православным. Через совместную молитву, труды, игры сердца оттаивают, становятся чище и нежнее — открываются для ближнего, а значит — и для Бога». Алина Рязанова писала в 2011 году: «на фестивале многие молодые люди понимают, что не одиноки в своей вере и добрых делах, что православие не исчезает, а, напротив, продолжает существовать, все более расширяясь».
Вместе с тем, по словам Оксаны Шашуто фестивалю так и не удалось достигнуть своей главной цели — «собрать и объединить молодёжь, пришедшую в Православную Церковь». Если изначально организаторы фестиваля «Братья» характеризовали его как «беспрецедентное событие в мире молодёжи и Православия», то со временем во многих епархиях стали появляться похожие мероприятия для православной молодёжи, причём многие их организаторы набирались опыта именно на «Братьях». «Люди, которые к нам приезжают, в восторге от того, что мы здесь все вместе, а потом уезжают к себе, и в епархии им говорят делать то же самое у них. Потом мы не можем дозваться ни хороших батюшек, ни молодёжи, потому что их всех ставят на определённые роли, и они должны теперь делать мини-Братья у себя. Мы умоляем придумать что-то своё, воспользоваться богатым воображением, знаниями. Но даже взрослые люди в Москве со знаниями и деньгами всё равно пытаются дублировать всё, что мы делаем. <…> Было бы классно, если бы было несколько основных разных мероприятий и можно было бы на них ездить. Но люди не могут приехать просто потому что их попросили быть вожатыми, организаторами в другом месте, а батюшки должны провести там беседы <…> С годами это всё больше видится, и мы совершенно не знаем, что с этим делать. Новые люди приезжают, но также растворяются»
Так, в 2011 году объединение молодёжи Белорусской православной церкви совместно с Синодальным отделом по делам молодежи Украинской православной церкви, представители которых имели опыт участия в фестивале «Братья», организовали ежегодный молодёжный образовательный форум «Quo vadis?» в Белоруссии; в 2016 году молодёжный отдел Московской городской епархии создал ежегодный молодёжный образовательный добровольческий форум «ДоброЛето»; в 2018 году Синодальный отдел УПЦ по делам молодёжи организовал Православный фестиваль молодёжи «OrthoFest».
Серьёзным вызовом для фестиваля стала пандемия COVID-19, из-за которой границы оказались закрыты, а проведение массовых мероприятий — затруднено из-за карантинных мер и угрозы заражения. В этих условиях организаторы фестиваля стремились продолжать проведение как зимних, так и летних фестивалей. Но несмотря на стараниях организаторов, число участников снизилось. Из начала активных боевых действий на Украине в 2022 году, на фестивале отсутствовали участники с Украины.

### Образовательные, познавательные и воспитательные

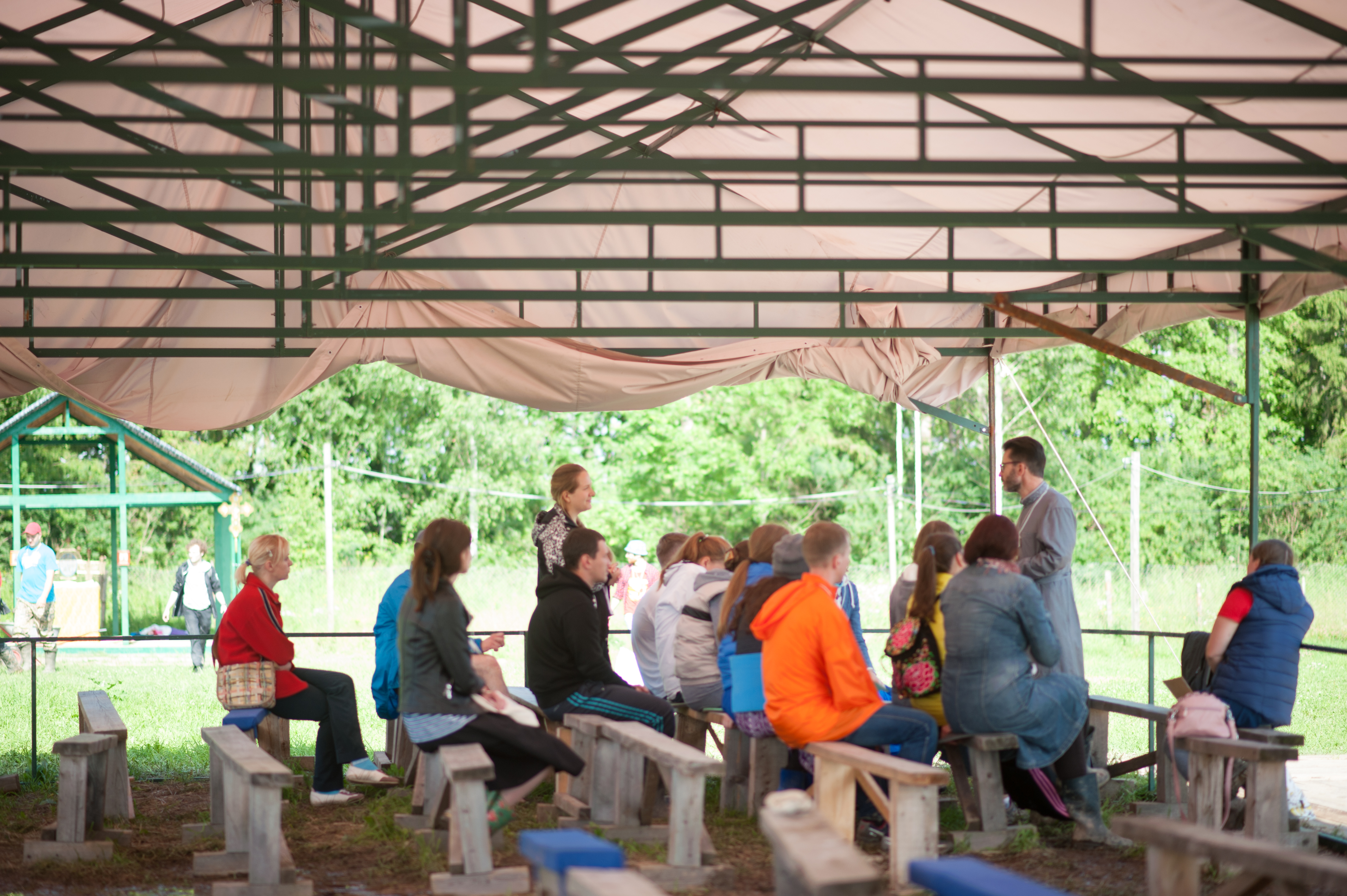
Священник Роман Андриенко проводит мини-беседу. Летний фестиваль 2017 года.

По словам Оксаны Шашуто, при подготовке к первому фестивалю «организаторы в основном преследовали образовательные цели. Мы хотели рассказать молодым о православии, приобщить их к вере». Для этого по словам священника Ярослава Ерофеева, «мы приглашаем людей, которые могут и умеют говорить живым обычным человеческим языком. Не языком книг и катехизиса, а живым языком говорить об основах веры». Организаторы стремятся приглашать на фестиваль ярких церковных проповедников и вообще интересных людей, которые могут в том числе рассказать о своё пути к Богу. По словам многолетней участницы фестиваля и организатора «Школы волонтёров» Виктории Аникеевой: «главная цель фестиваля — образовательная. <…> Предполагается, что люди не просто отдохнут, и я уверяю вас, хорошо пообщаются, но тем не менее увезут какие-то плоды с этого фестиваля». Кроме лекций, программа фестивалей предусматривает интеллектуально-познавательные игры, экскурсии, обучающие мастер-классы. По словам протоиерея Николая Могильного: «наша вера христианская также от знаний происходит, и христианин должен приобретать знания и это приближает его к Богу». Архимандрит Иона (Черепанов) отмечал в 2011 году: «Поражает, насколько у молодых людей есть нереализованная жажда знаний о православии, насколько ребята стремятся к тому, чтобы услышать из уст священника ответы на самые важные для себя вопросы. Обидно до слез за них, что они не могут дома толком пообщаться с батюшкой, многие толком не могут поисповедоваться».
По слова священника Ярослава Ерофеева: «основной задумкой фестиваля является подбор таких мероприятий, которые дали бы возможность молодым людям уяснить для себя смысл жизни, и при помощи многочисленных друзей по вере укрепиться в правильности выбранного пути». Организаторы фестиваля стремятся показать молодёжи «красоту православия, раскрыть его во всевозможных направлениях. И чтобы те, кто приехал воцерковленный — укрепился в вере, кто только присматривался, за компанию приехал, чтобы обрели эту веру».
Игумен Лазарь (Куликов) в 2014 году так оценил значение фестиваля: «В Церкви (и тогда и сейчас) днём с огнём не сыщешь именно методик, позволяющих работать с молодёжью. Задача именно нас, молодёжных лидеров, сделать так, чтобы каждый человек, который поучаствовал в этом мероприятии, остался бы в Церкви. За время проведения фестиваля найден и выработан какой-то удивительный подход к каждому человеку, что каждый человек после окончания фестиваля приходит в церковь. Многие здесь исповедуются, причащаются, и для нас это самая большая отрада».
По словам диакона Александра Занемонца: «Людям, даже тем, которые выросли в верующих семьях, порой непросто прийти в храм, непросто задавать свои вопросы. Еще сложнее тем, кто только пытается разобраться в себе, интересуется Православием. Неформальное общение очень помогает узнать больше о вере, о том, зачем нам нужен Христос, зачем нужна Церковь и зачем мы сами нужны друг другу».
С самого зарождения фестиваля его организаторы старались привнести элемент патриотического воспитания молодёжи. Подобная направленность сохранялась и в дальнейшем. Кроме того, организаторы при проведении первых фестивалей стремились привлёчь патриотично настроенную молодёжь. Так в 2013 году сайт волонтёрского движения «Молодость неравнодушна», объявляя об очередном фестивале, писал: «Приглашаются все, кто считает себя молодым и кому дороги Русь Святая и Вера Православная!».

### Творчество

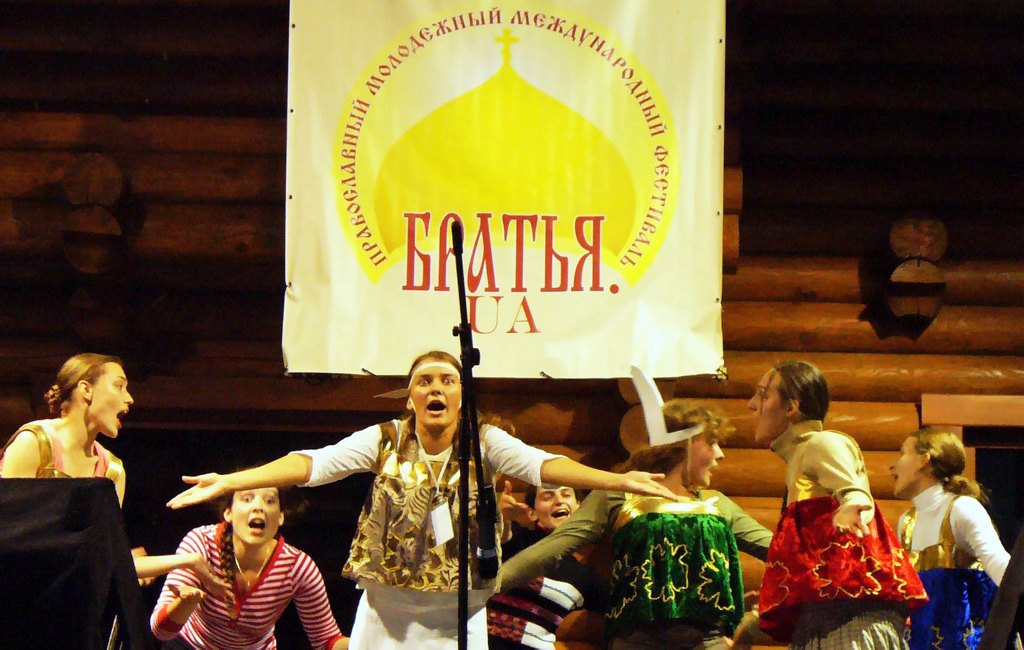
«Зайцы-Можайцы». Летний фестиваль 2008 года.

Хотя изначально главной целью фестиваля была образовательная, была предусмотрена и творческая составляющая, что было сделано не только для того, чтобы поднять участниками фестиваля настроение, но и развенчать представление о православных молодых людях, как о людях замкнутых и закомплексованных, показать, что православная молодёжь «причастна и к творчеству, и к различным искусствам», а светская программа театральных, танцевальных коллективов, музыкантов, бардов, рок-поэтов — вполне совместимы с православной верой. Председатель отдела Московской областной епархии по работе с молодёжью протоиерей Евгений Генинг поддержал в 2005 году это начинание: «Жизнь церкви определяется не только монастырскими уставами и традициями, хотя, разумеется, они занимают существенное место в православии. Но это еще не вся церковная жизнь, должно быть место и творчеству, многообразию разных форм. <…> Нет нарушений канонов церкви в том, что молодёжь поёт песни о человеческой жизни, душе, взаимоотношениях, танцует приличные танцы. <…> Мы разводим в разные стороны богослужебные традиции, освещенные тысячелетним опытом Церкви, где появление гитары исключено. Но если та же гитара используется в творчестве — ради бога, творчество нас всех только объединяет».
Уже при подготовке к первому фестивалю организаторы стремились привлечь к участию в нём православную молодёжь, занимающуюся музыкальным, театральным, танцевальным искусством. По словам Оксаны Шашуто: «Цель фестивальных выступлений — показать, что в Православии есть таланты, и найти их». Про первый концерт на первом фестивале 2005 года Ольга Пророк написала: «Оказывается, православные тоже умеют петь, танцевать, юморить. Да всё так мило, по-доброму, совсем не как в заезженных кабацких сценках». Как отмечала Арина Иванова: «Каждый, кто обладает каким-то талантом, может его применить: петь, танцевать, если есть способности организатора — быть волонтёром, умеешь делать что-либо своими руками, — провести мастер-класс».
Как отмечала Оксана Шашуто в 2017 году по сравнению с первыми фестивалями «развлекательности стало больше, но мы для себя определили, что тусовку делать не будем».

## Подготовка и проведение

### Выбор места проведения и начало подготовки
Устроители фестиваля — Можайское благочиние при участии епархиального отдела Московской областной епархии по делам молодёжи и Можайская администрация при содействии благотворителей этого города и области. В других городах соорганизаторы местные православные организации и администрация. Организаторы фестиваля работают с представителями различных епархий и организаций и поэтому стать стать хозяином очередного фестиваля «Братья» может любой из городов постсоветского пространства. В случае, если достигается согласие, то организаторы вместе с ними начинают подготовку к фестивалю, причём такие переговоры могут начаться за несколько лет до собственно проведения фестиваля в конкретном месте. Как отметил священник Ярослав Ерофеев: «Всё зависит от организаторов на местах. То есть мы уже в данном случае выступаем как консультанты, смотрим, чтобы программа была наполнена теми мероприятиями, которые характерны фестивалю, чтобы сохранился именно дух фестиваля, собственно. А организаторы, которые на местах, все это помогают нам, они люди очень опытные, мы вот просто так не доверяем организовывать фестиваль кому-нибудь». Также в 2013 году она отметила, что «часто люди, к которым мы обращаемся, не выполняют своих обещаний. Очень много всего срывается в последний момент, из-за чего, конечно же, страдает качество». Все фестивали проходят по благословению правящего архиерея той епархии, на территории которой они проводится.
После этого начинается активная фаза подготовки. Так, в случае с летним фестивалем 2018 года «за много месяцев до даты фестиваля клир и миряне митрополии активно взялись за организацию: собрания, выезды на место, вовлечение неравнодушных».
Для каждого фестиваля организаторы выбирают свой девиз; как правило это цитата из Нового Завета (см. выше). Девиз становится виден на сайте фестиваля уже при начале регистрации на фестиваль.

### Финансирование фестиваля и плата за участие
Фестиваль «Братья» не имеет постоянных внешних источников финансирования. Спонсорская помощь на протяжении всей истории фестиваля была нерегулярной и недостаточной. По словам Оксаны Шашуто: «Господь не посылает нам денег, спонсоров, и с этим мы тоже ничего не можем сделать. Может, когда-то это поменяется, но уже кажется, что наш удел — бессребренничество». На официальном сайте фестиваля есть страница «Помощь фестивалю» с банковскими реквизитами, где написано: «фестивалю очень требуется любая финансовая помощь».
В таких условиях основным источником финансирования являются взносы самих участников фестиваля. При этом организаторы стараются не взвинчивать цены, делая участие в фестивале максимально доступным для православной молодёжи, которым кроме фестиваля нужно платить ещё и за дорогу до него, что затрудняет участие в фестивале молодёжи из отдалённых регионов России. Кроме того, ехать из отдалённых регионов не только дорого, но и долго. Так участница летнего фестиваля 2014 года из Абакана добиралась на поезде до Бородинского поля 3 с половиной суток.
Не получают денег за свой труд, подчас тяжёлый, волонтёры, организующие и поддерживающие работу фестиваля. Более того, им пришлось оплачивать даже своё участие в «Школе волонтёров», так как фестивалю не удалось получить грант.
Священнослужители участвуют в фестивале бесплатно — то есть за проживание и питание с них не берут денег, однако и денежного вознаграждения они также не получают. Священники приезжают на фестиваль по собственной инициативе и ради общения с молодёжью.
Участники оплачивают участие в фестивале либо непосредственно переводя деньги на счета организаторов, либо через контактных лиц. При регистрации на летний фестиваль 2015 года был введён «Великодушный» взнос, когда участник при оплате своего участия в фестивале, мог добровольно перечислить на 500 и более рублей больше. Это было сделано для того, чтобы на фестиваль могли приехать те, у кого недостаточно средств.

### Участники фестиваля

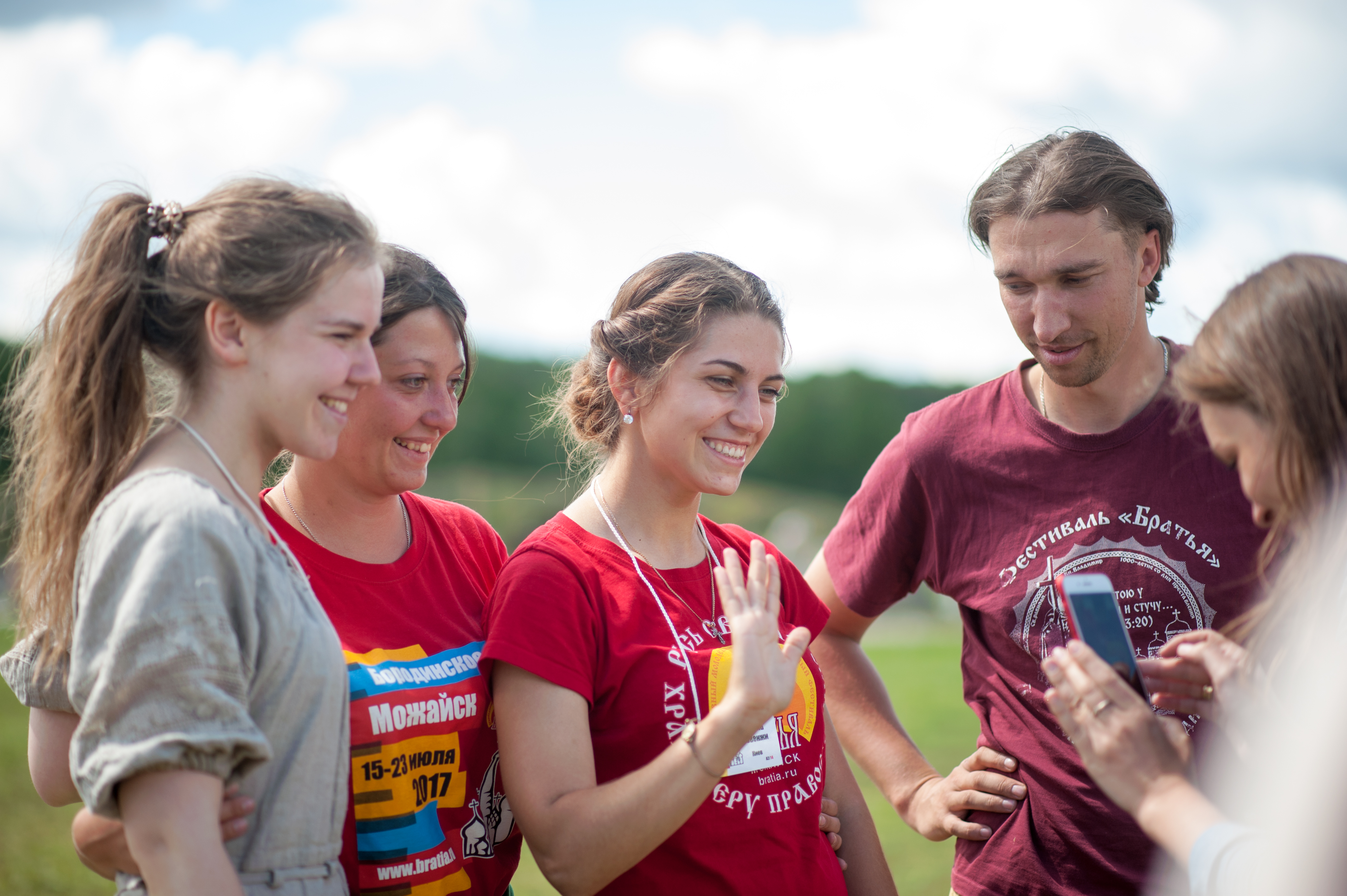

Фестиваль создан для активной молодёжи, которая готова жить в простых условиях, интересуется Православием, открыта к новым знаниям, хочет отдохнуть душой и приобрести новых друзей. Подавляющее большинство участников фестиваля приезжает из России, Украины, Беларуси. О летнем фестивале 2006 года писали: «фестиваль исподволь воспитывал чувство интернационализма в молодых душах. Он был поистине международным: всю неделю на поляне были слышны то белорусская речь, то украинская мова, то смоленский говорок, то московский — нараспев и акающий — говор. На листе ватмана, висевшем возле сцены для обмена адресами, кто-то написал: „Россия! Мы тебя полюбили! Честно. (украинцы)“. Такое признание в любви дорогого стоит». Также приезжают участники и из других стран: Молдавии, Сербии, Польши, Литвы.
На первых фестивалях весьма значительная часть участников приезжала с Украины, причём многие из них принадлежали к молодёжной общине Ионинского монастыря в Киеве, настоятель которой архимандрит Иона (Черепанов) (с 2011 года — епископ, с 2017 года — архиепископ) являлся духовным наставником Ярослава Ерофеева и поддержал в 2005 году создание фестиваля, после чего в течение многих лет ежегодно приезжал на него во главе группы молодых людей из Украины. Так на летнем фестивале 2011 года число участников с Украины достигло 200. Со временем число участников с Украины стало сокращаться, что связано как резким ухудшением российско-украинских отношений в 2014 году, дороговизной, так и тем, что на Украине появилось много своих молодёжных движений и мероприятий, в том числе созданный в 2018 году православный фестиваль «OrthoFest», организованный при непосредственном участии архиепископа Ионы (Черепанова).
Приезжают также единичные представители стран Западной Европы, но это в основном русские эмигранты. По словам Оксаны Шашуто: «Православных других стран европейских мы регулярно приглашаем. А вот доехать они до нас как-то вот не собираются, либо единичные представители приезжают».
После первого фестиваля число участников возрастало с каждым новым фестивалем. В феврале 2009 года Оксана Шашуто отмечала: «Участники разные, костяк составляет молодёжь церковная, которая ходит в храмы. Многие приводят своих друзей <…>. Приезжают люди, которые вообще в церковь не ходят, которым просто интересно и их много». По словам Оксаны Шашуто: «с каждым годом количество участников увеличивалось. Но не могу сказать, что оно увеличивалось в качественную сторону. Все больше народа приезжала „за компанию“, любителей „потусить“». На летнем фестивале 2012 года в Крыму число участников достигло максимума и составило 1250 человек, что серьёзно усложнило работу волонтёров и организаторов Это фестиваль она назвала весьма неудачным. После этого число участников сократилось и стабилизировалось примерно на 400—600 летом и ок. 150 — зимой (см. раздел выше). Кроме того, если в начале на фестиваль приезжали организованные группы по 20-30 человек, то в 2017 году Оксана Шашуто отмечала, что «ездят компаниями по 3-5 человек от прихода или города».
Примерные возрастные рамки для участников — 15—35 лет. Однако это не жёсткое ограничение, а скорее рекомендация. По словам священника Ярослава Ерофеева: «кто приезжает младше — ему неинтересно на тех мероприятиях, которые, допустим, посвящены образованию: лекции, беседы и так далее. Кто старше 35 лет — их может не устраивать там какая-нибудь та же концертная программа». Поскольку фестиваль задумывался как молодёжный, изначально не приветствовалось участие в нём маленьких детей (это допускалось в виде исключения с особого согласия оргкомитета фестиваля), но со временем многие участники фестиваля обзавелись семьями, в том числе благодаря знакомству на «Братьях», и стали приезжать на фестиваль с детьми. В числе нарушителей требования «Приезд на фестиваль с маленькими детьми не благословляется», который до сих пор висит на официальном сайте фестиваля, оказались и сами его создатели, Оксана Шашуто и священник Ярослав Ерофеев, которые привозили на фестиваль всех своих троих детей. По словам Оксаны Шашуто: «фестиваль развивается. Если раньше мы детей совсем не приветствовали на фестивале, то <…> последние годы мы уже как бы соглашаемся, если детей каким-то семьям православным не с кем уж совсем оставить, они привозят их на фестиваль».
Для участия на фестивале необходимо в определённые сроки оплатить взнос за участие в фестивале, после чего заполнить и отправить анкету на сайте фестиваля и получить подтверждение о записи.

### Волонтёры

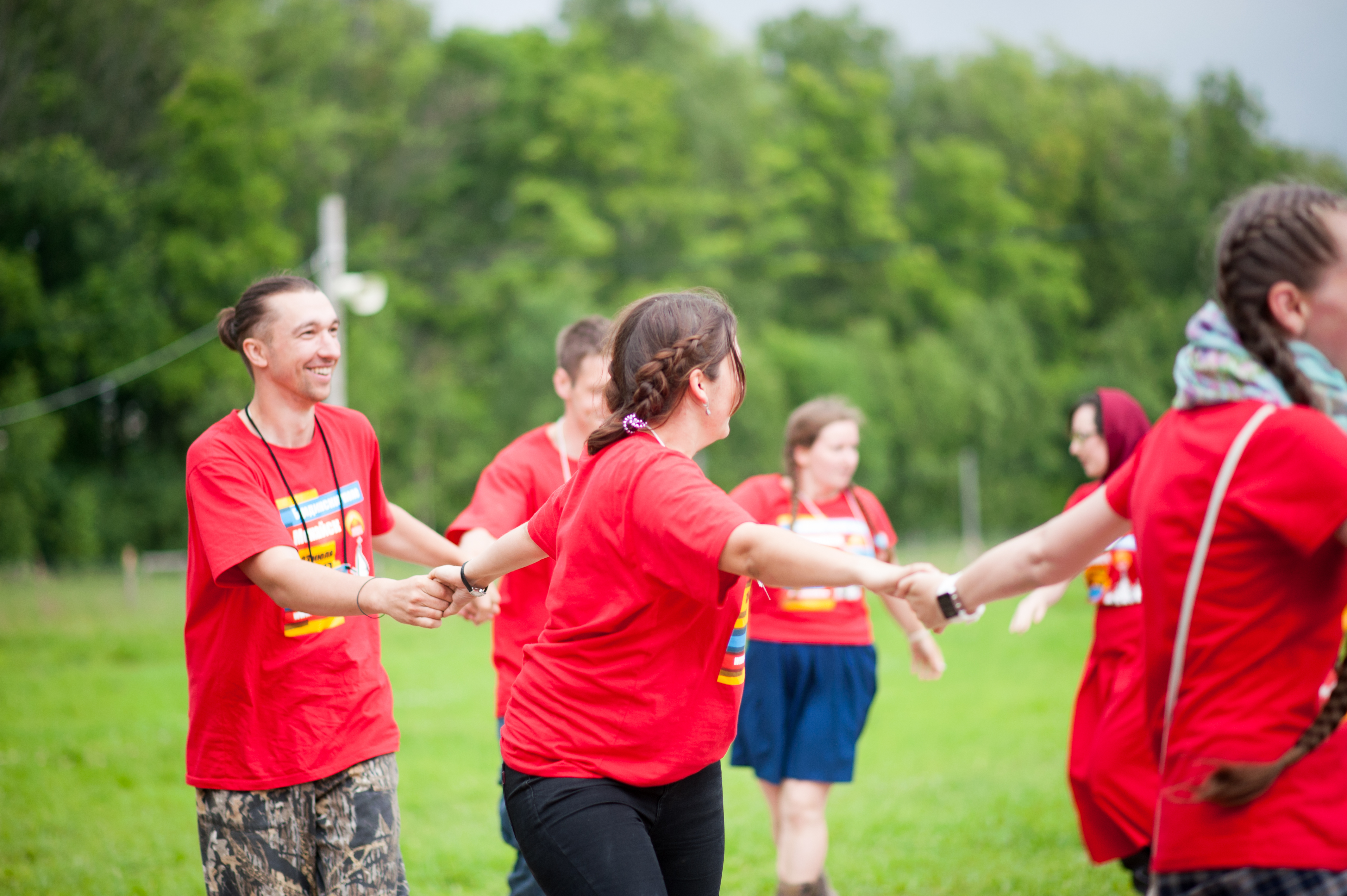
Волонётры. Летний фестиваль 2017 года.

Волонтёры призваны организовывать подготовку и проведение фестиваля и помогать его участникам. Волонтёрам выдаются специально подготовленные для них футболки красного цвета с эмблемой фестиваля. Волонтёры ставят свои палатки отдельно от остальных участников. Число волонтёров, привлекаемых организаторами, колеблется в зависимости от того, сколько человек записалось на фестиваль.
Первоначально волонтёры, как и организаторы фестиваля, были родом из Можайска и входили в молодёжную группу при Никольском соборе в Можайске. Однако уже начиная со второго фестиваля к волонтёрству начали стали набирать из числа опытных и ответственных участников из разных городов, побывавших на фестивале. При этом никто не заставляет никого быть волонтёром; считается, что человек должен сам поймать в себе это желание и решиться его реализовать. В 2017 году по инициативе директора фестиваля «Братья» Оксаны Шашуто и духовника фестиваля священника Ярослава Ерофеева, была организована «Школа волонтёров», которая после этого стал ежегодно проводиться в течение недели непосредственно перед фестивалем.
Волонтёр фестиваля «Братья» должен:
- знать историю и философию фестиваля, уметь грамотно и интересно рассказать об этом;
- не робеть перед трудностями, иметь упорство и желание быть полезным;
- быть доброжелательным: «Даже если делаешь замечание — делай с любовью»;
- уметь сделать из группы людей, которую за ним закрепили, команду; уметь сплачивать участников фестиваля внутри своей группы с помощью игр на знакомство, игр на сплочение и иных общих мероприятий; уметь погрузить их в атмосферу фестиваля; уметь поднимать им настроение;
- уметь функционально поддерживать работу фестиваля: строить лагерь (кухню, туалеты, души, рукомойники), разводить костёр (это позволяется только волонтёрам), поднимать и укладывать лагерь, дежурить на раздаче еды и прочее;
- уметь организовывать различные мероприятия в рамках фестиваля: уметь выступать перед большой группой людей, в том числе проводить концерты, уметь составлять расписание мероприятий, следить за графиком для недопущения хаоса на фестивале, своевременно информировать участников фестиваля о тех или иных событиях;
- соблюдать баланс между работой с группой и административно-хозяйственными задачами;
- соблюдать баланс между работой и отдыхом дабы избежать как переутомления, так и недостаточной загруженности;

При этом не только волонтёры, но и любой участник фестиваля может трудиться «на благо общего дела», выполняя по договорённости с организаторами или волонтёрами ту или иную работу. Виктория Аникеева отметила: «Есть люди — душа компании. Они едут на фестиваль, хоть и не волонтёрами, но очень активными участниками, которые подбадривают всех и вся и создают невероятную братскую атмосферу».
Корпус волонтёров организуется только для летнего фестиваля. На зимнем фестивале по причине меньшего количества участников и отсутствия необходимости строить палаточный лагерь и поддерживать его функционирование, нет нужды в большом количестве волонтёров, и вполне достаточно усилий самих организаторов.

### Участие духовенства в фестивале

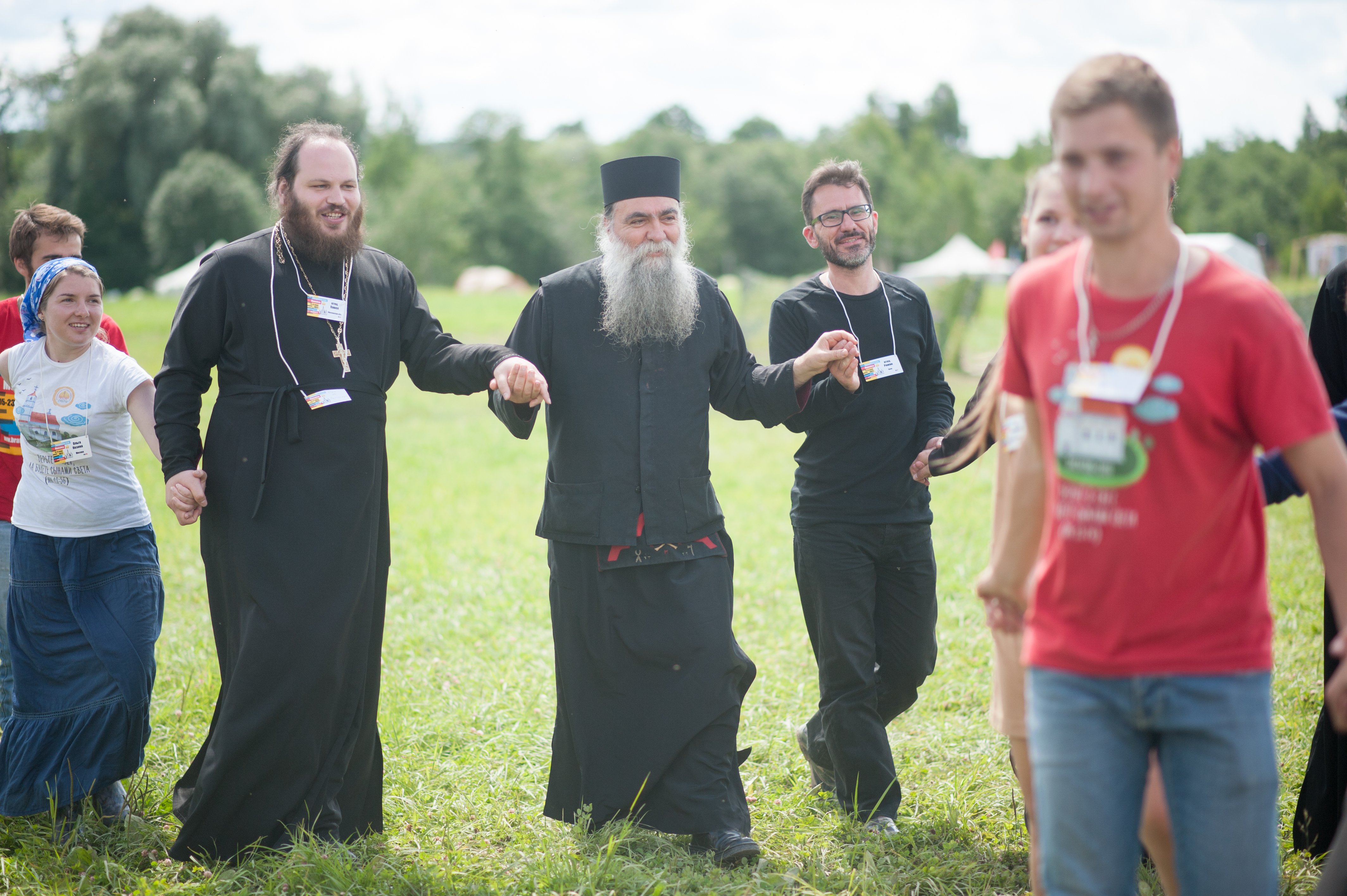
Хоровод участников фестиваля с участием духовенства. Летний фестиваль 2017 года

Неизменным атрибутом каждого фестиваля является участие в нём православных священнослужителей. Священнослужитель, как правило, сопровождает группу со своего прихода или группу тех ребят, которых он знает. По словам Яны Седовой, «ощущение единства усиливается от того, что и священники разделяют с нами радости и трудности жизни в скромном палаточном лагере». Священнослужители при этом освобождены от решения организационных вопросов с целью дать им время для проведения ими «общих», «мини-бесед» и для неформального общения с участниками фестиваля. Такое общение — одна из задач организаторов.
В 2011 году епископ Иона (Черепанов) отмечал: «многие молодые люди, приехавшие на фестиваль, практически не имеют дома возможности пообщаться со священниками. <…> Люди, которые много лет ходят в храм, много лет участвуют в Таинствах, не могут сесть и поговорить по душам со священником? <…> многие провинциальные батюшки физически не имеют возможности уделить внимания молодому человеку, потому что у них много треб, много прихожан, много обязанностей по храму. <…> Для многих из них это было откровением, чтобы вот так вот запросто, сидя рядом со священником услышать какие-то вещи, иметь возможность задать вопросы».
По словам священника Ярослава Ерофеева: «приезжают, к сожалению, не очень много отцов, но приезжают как раз те, которые яркие, неравнодушные и готовы с молодёжью общаться 24 часа в сутки». Кроме того, организаторы прислуживаются к предложениям участников фестиваля: «Постоянно находятся те, кто даёт новые идеи! Для нас это импульс, каких популярных личностей искать. Есть священники <…>, которые давно и активно работают с молодёжью, они с удовольствием приезжают к нам. Но некоторые предлагают и малоизвестных лекторов, священников. Мы их слушаем в интернете и приглашаем. Ребятам нравится, и мы счастливы».
По словам Марии Евсиной: «Этих священников отличает искреннее умение радоваться жизни и дарить это чувство другим. Фестивальщики сами отзываются о них: „Батюшки, оказывается, тоже люди. Доступность общения с ними поражает“ (Полина Остромухова, Санкт-Петербург). Ещё бы: одни с нами в волейбол играют, другие в речке сальто в рясе делают, кто-то анекдоты травит, кто-то на байке всех катает, а кто-то даже хулиганит, из водного пистолетика самых разгорячённых обстреливает».
По словам многолетнего участника фестиваля протоиерея Николая Могильного: «Мне очень нравятся христианская любовь и дружба, возникающая между священниками, которые приезжают на фестиваль. Мы становимся родными людьми и каждый раз скучаешь и ждёшь встречи».
На фестивале существует традиция в знак одобрения в адрес священников скандировать: «отцы-молодцы».

### Проживание в палаточном городке на летнем фестивале

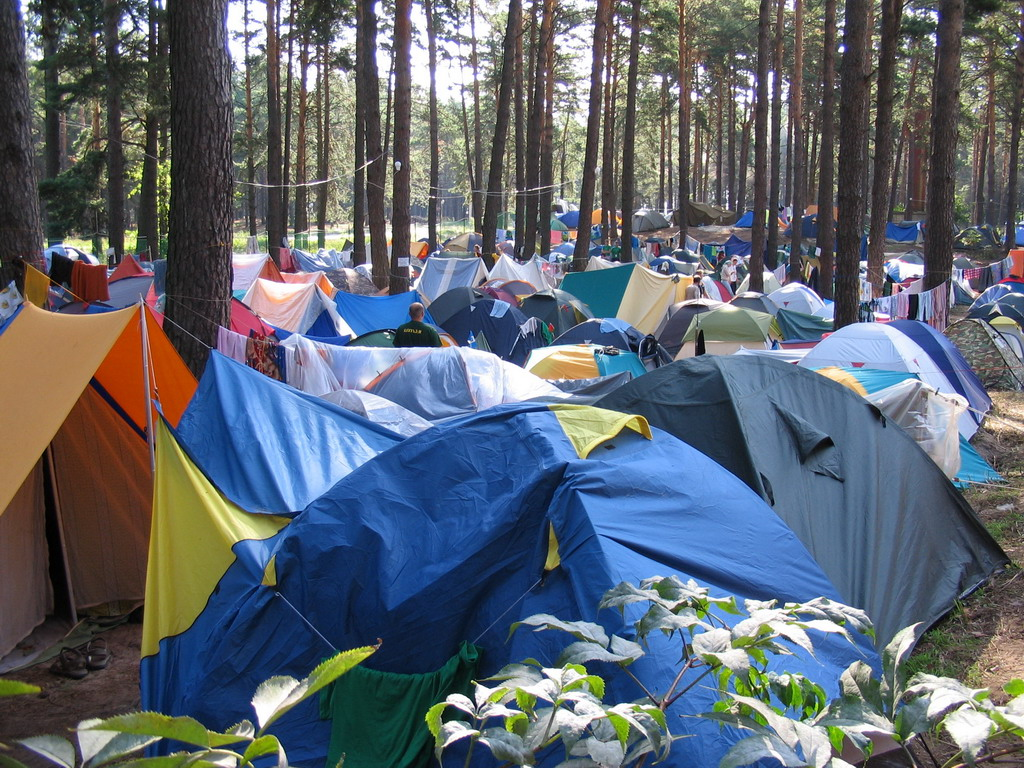
Летний фестиваль 2008 года

Участники летнего фестиваля проживают в палатках, для чего организуется палаточный городок под открытым небом. На первых фестивалях палаточный городок организовывался «землячествами»: люди, приехавшие вместе, вместе и селились. Для удобства палаточный городок стали делить на сектора, и каждый сектор получал название по тому месту, из которого приехали его участники. Начиная с фестиваля 2014 года расселение на поле происходило не городами и общинами, а вперемешку по усмотрению организаторов. Это делалось для того чтобы, если и не передружить, то хотя бы «максимально перезнакомить всех и вся». Сектора, начиная с этого фестиваля, получали названия согласно определённой концепции, задуманной устроителями фестиваля; выбор тематики названий зависит от места проведения фестиваля и общей темы конкретного фестиваля. За каждым сектором закрепляется определённое количество волонтёров; они в течение всего фестиваля оказывают помощь живущим в их секторе участникам, озвучивают им план следующего дня и предстоящие мероприятия, а также несут ответственность за обеспечение порядка в своём секторе. Каждый день одному из секторов назначается дежурство
Палатки, в которых живут участники, они привозят с собой. Кроме палаток участников должен быть спальный мешок и туристический коврик, три смены одежды, средства личной гигиены. За отдельную плату на фестивале можно арендовать палатку, однако в этом случае необходимо заранее согласовать вопрос с организаторами, так как число таких палаток ограничено. Спальные мешки и коврики в аренду не предоставляются. За исключением супружеских пар не дозволяется проживание парней и девушек в одной палатке.
По словам многолетнего участника фестиваля протоиерея Николая Могильного проживание в палаточном лагере включает элемент аскезы: «Часто нужно смиряться, особенно если в палатке два-три человека: кто-то сидит, хочет пообщаться, а тебе хочется спать. В любом случае это внутренняя работа над собой. Это борьба со своим собственным эгоизмом. Понятно, что это всё естественно подвигает человека к тому подвигу, когда в нём побеждает любовь к ближнему».

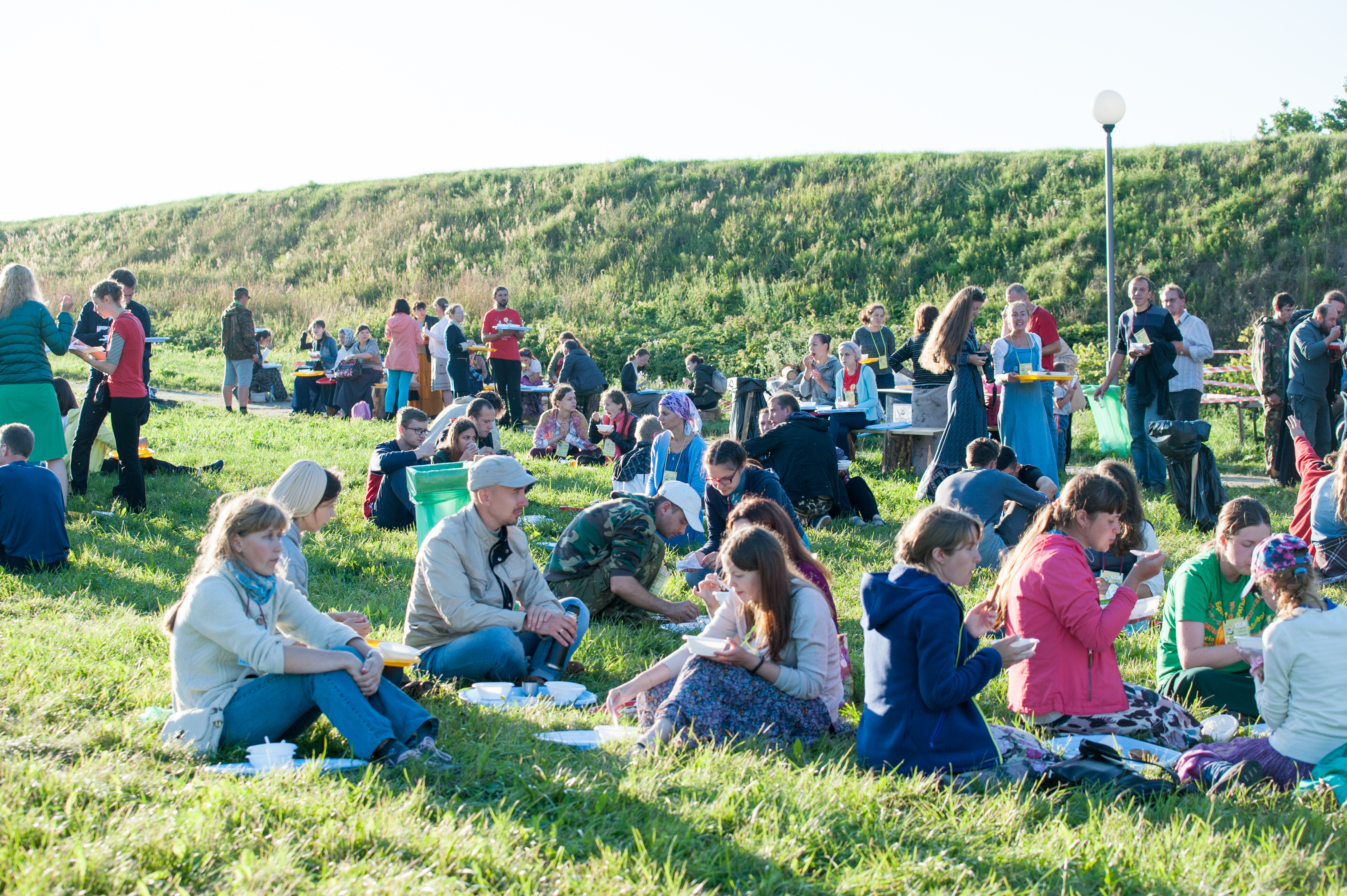
Участники фестиваля расположились на ужин прямо на газонах. Летний фестиваль 2016 года

На летнем фестивале организуется полевая столовая, куда доставляется еда из ближайшего города. Для защиты от дождя её помещают под тент. Кроме собственно кухни ставятся тенты с лавками и столами. Питание трёхразовое, входит в стоимость участия на фестивале. Меню простое и невзыскательное, но сытное. На фестивале строго запрещается распитие спиртных напитков; нарушители подвергаются немедленному выселению. Курение на фестиваля допускается только в специально выделенных для этого местах. Для куривших участников эти стало стимулом бросить курить.
На каждом летнем фестивале обязательно монтируется сцена и места для зрителей, строится походный храм, устанавливается палатка регистрации, умывальники, туалетные и душевые кабинки, устраиваются площадки для спортивных соревнований и игр, урны для мусора. Палаточный лагерь охраняется.
Запрещено самовольное оставление территории фестивального лагеря без согласования с оргкомитетом. Это связано как с тем, что организаторы несут ответственность за безопасность участников, так и с тем, что, по словам Оксаны Шашуто, «если ты уходишь на день, на полдня — ты из него выпадаешь, это не очень желательно».
Проживание в полевых условиях может быть сопряжено с неблагоприятными погодными условиями. Организаторы призывают тщательно отнестись к выбору одежды для фестиваля. На случай дождя рекомендуется захватить дождевик; могут потребоваться резиновые сапоги и тёплая одежда. Днём на фестивальном поле может быть жарко, а ночью — холодно. Иногда погода может быть особенно неблагоприятной. На летнем фестивале 2012 года в Крыму было экстремально жарко, а сам фестиваль в связи с неблагоприятной санитарно-эпидемиологической обстановкой был раньше срока закрыт районной санэпидемстанцией. На летнем фестивале 2016 года в Заславле было очень сыро из-за постоянных дожей. На летнем фестивале 2019 года на Бородинском поле было очень холодно.

### Проживание в гостинице на зимнем фестивале
Участники зимнего фестиваля проживают в гостиничном комплексе. При этом временного храма на зимних фестивалях нет — вместо которого участники фестиваля молятся в уже существующих. Нет также сцены и скамеек под открытым небом; вместо них используется актовый зал гостинцы, либо арендуется отдельное помещение.
Стоимость проживания и питания включается во взнос. В случае с зимним фестивалем 2015 года на Святой земле 2015 года и зимним фестивалем 2018 года на Кипре в стоимость была включена и цена авиабилетов, медстраховки и трансфера до гостиницы. И хотя организаторы стараются выбирать бюджетные гостиницы, цена зимнего фестиваля заметно выше, чем летнего. Это делает зимние фестиваля менее доступными в финансовом плане и менее людными, но вместе с тем атмосфера фестиваля становится более «семейной». На них обычно приезжает порядка 150 человек (см. раздел Проведённые фестивали). По словам Оксаны Шашуто: «Получается достаточно закрытый зимний такой фестиваль, где ты можешь познакомиться с каждым и каждого запомнить по имени практически за неделю».
Другим важным отличием зимнего фестиваля от летнего, где за исключением крестного хода и экскурсионного дня вся активность участников сосредоточена на фестивальном поле, является то, что фестивальная активность не ограничена гостиничным комплексом. На зимних фестивалях гораздо больше поездок и походов, причём на некоторых из них такие путешествия происходят ежедневно. Конкретные мероприятия в рамках зимних фестивалей определяются местными организаторами и могут значительно различаться от одного зимнего фестиваля к другому.

### Дух и настроение фестиваля

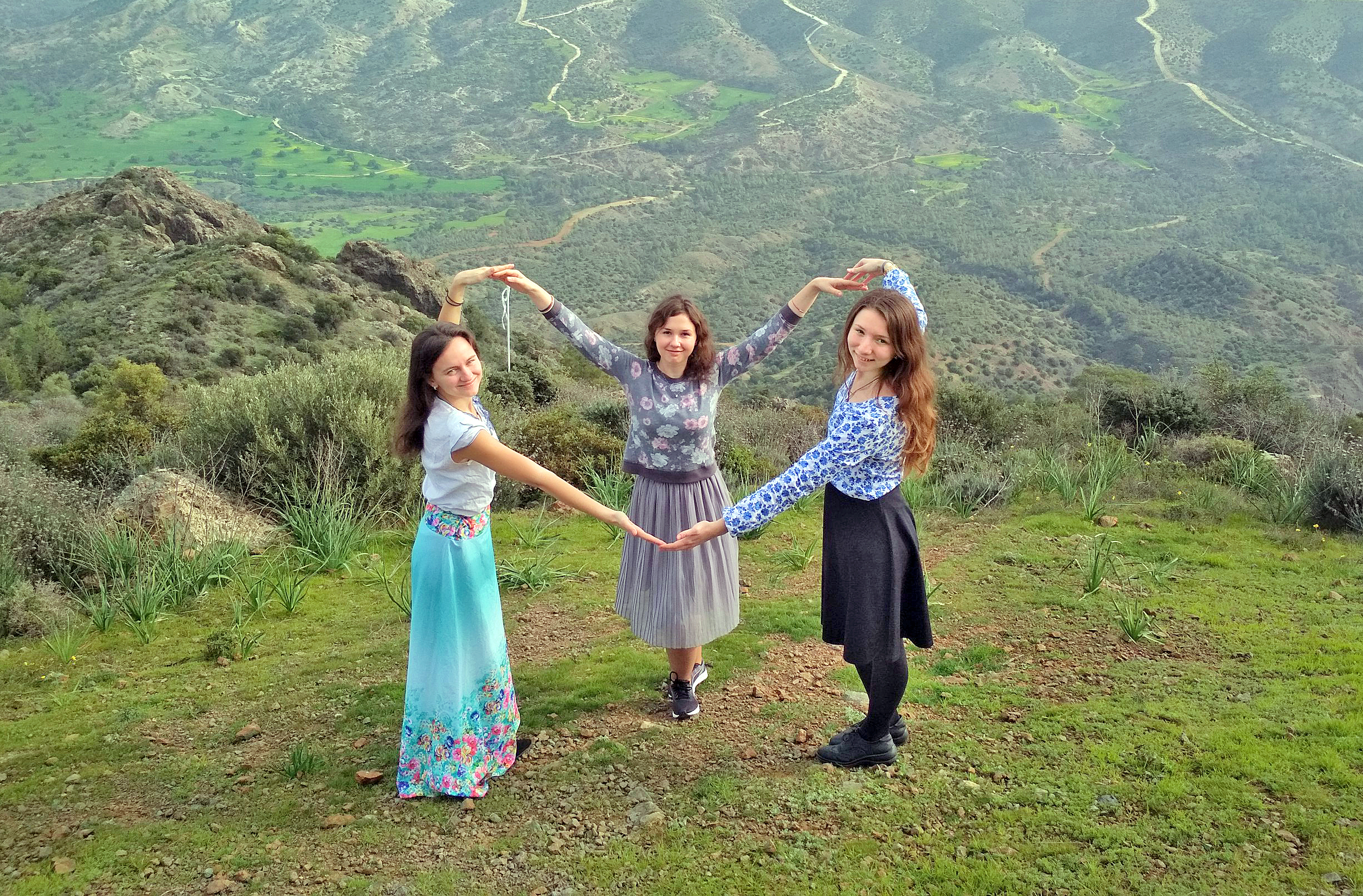
Зимний фестиваль 2018 года.

Атмосфера на фестивале по отзывам его участников очень тёплая и дружеская. По словам епископа Ионы (Черепанова): «Фестиваль радует своей неформальностью и отсутствуем протокольности. Неравнодушные люди, трудясь, дают возможность порадоваться другим неравнодушным людям».
Священник Ярослав Ерофеев отмечал ту «благодать» не фестивале, которая, несмотря на все трудности, вновь и вновь побуждала его браться за проведение новых фестивалей: «благодать, вот то, что происходит на фестивале, к которой хочется вернуться опять и опять. Это как во время молитвы. Мы зачем к молитве возвращаемся, потому что нам хорошо, мы общаемся с Отцом Небесным. Также и фестиваль — это радость встреч, радость от общения». Начиная с 2014 года, в связи с резким ухудшением украино-российских отношений, организаторы фестиваля запретили дискутировать о политике. С тех пор, как отмечала Виктория Аникеева, «мы не говорим о политике. Ни в каком виде. Табу и всё», благодаря чему «наш мир столь крепок, а нервы расслаблены».
Как отмечалось на сайте pravoslavie.ru: «фестиваль „Братья“ — это, прежде всего, духовная общность, искренняя помощь ближнему, творческий подход к реализации жизненных задач, широкий круг возможностей для эффективной самореализации молодежи, развития её творческого и духовного потенциала, а также — уникальная возможность познакомиться с талантливыми, интересными людьми и самим рассказать о себе, своих достижениях и надеждах».
Как отмечала Яна Седова: «взаимопомощь — это необходимое условие жизни на „Братьях“. Подавляющее большинство участников — городские жители, туристический опыт есть далеко не у всех. Наконец, все необходимое с собой из дома все равно не возьмёшь и что-нибудь да позабудешь. Поэтому участники стараются приходить друг другу на помощь. Разлил компот? Вот возьми второй! Не можешь догнать крестный ход? Обопрись на мою руку! Приехала на фестиваль без платка на голову? У меня есть лишний! В памяти остались десятки таких мелочей, которые в совокупности составляют неповторимую дружескую атмосферу». По словам Оксаны Шашуто: «Состояние помощи друг другу, когда кому-то холодно, кто-то тонет, кто-то уплыл, кого-то надо спасать, — оно даёт многое. Если бы сейчас было просто благоденствие, так бы не переживали друг за друга и, может быть, не перезнакомились бы в таком количестве».
Как отмечали участники пензенского православного молодёжного объединения «Воскресение» в 2014 году, несмотря на насыщенную программу «фестиваль был по-настоящему православным. И речь сейчас не только о ежедневных Литургиях, утренних и вечерних молитвенных правилах, которые могут быть в диковинку нецерковным людям; даже не о паломничествах в такие известные места как Оптина пустынь или Сергиев Посад. Это была сложно передаваемая словами культура поведения. Попав туда из обычного мира, будто попадаешь в <…> то место, где оберегаются, излечиваются и питаются ростки православной веры в каждом из нас <…> А ещё это вдохновение от осознания того, что у тебя множество единомышленников, братьев и сестёр во Христе. И вера в то, что своими трудами и Божьей помощью, мы сможем сделать этот мир добрее и светлее».
Как отмечала Ольга Лазарь, организаторы стремятся, чтобы молодые люди, уезжая с фестиваля, делились полученными знаниями, привносили «то светлое чувство, что создалось на фестивале, в свою повседневную жизнь».

## Программа

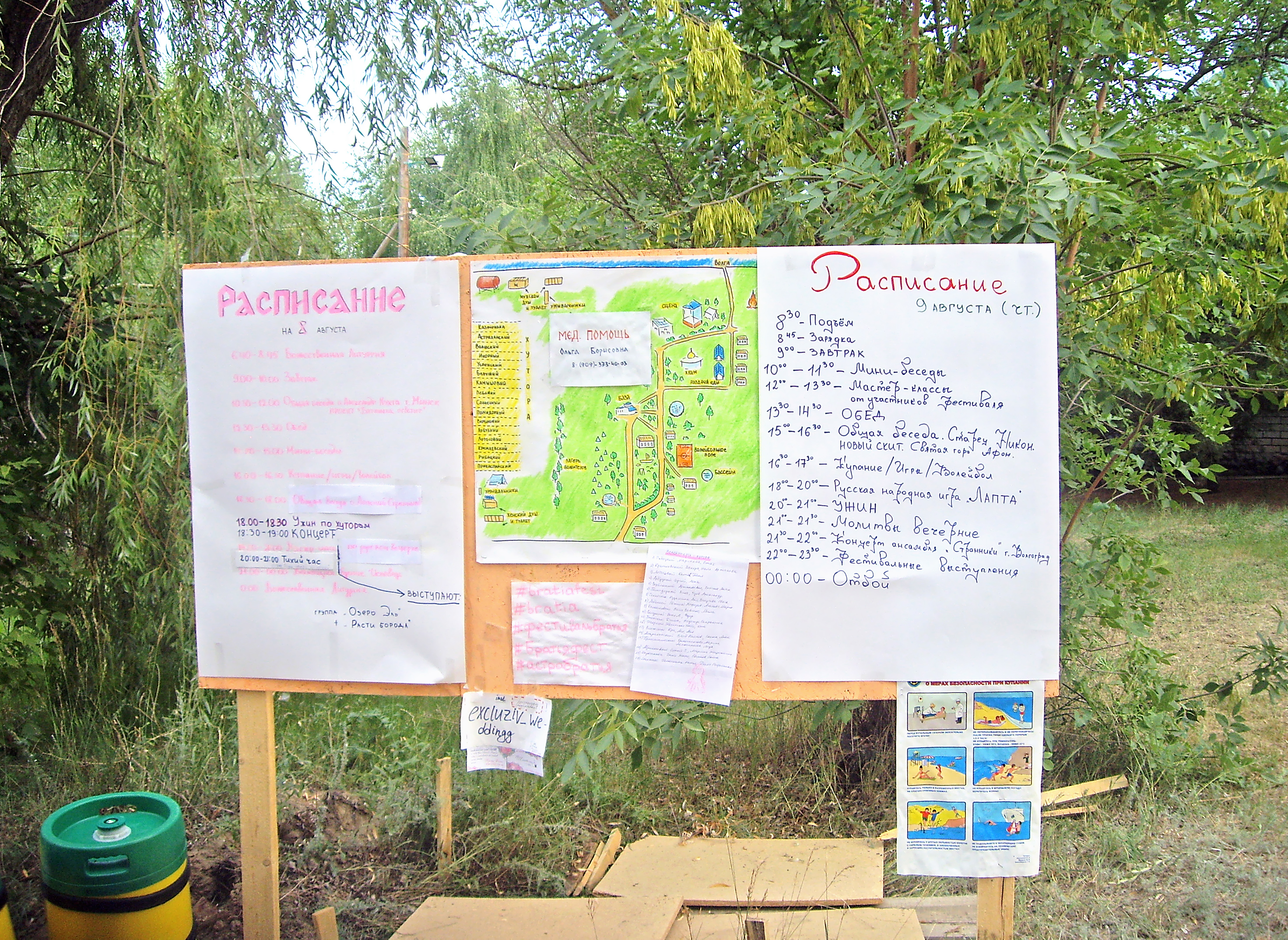
Расписание мероприятий на текущий и следующий день. Летний фестиваль 2018 года.

Уже программа самого первого фестиваля была написана так, что каждый фестивальный день был строго расписан и насыщен событиями. Так было и в дальнейшем. Утро на фестивале начинается с утренних молитв или литургии, затем проходит зарядка, завтрак, затем общие беседы. В полдень или несколько позже происходит обед, в послеобеденное время проходят мини-беседы и различные игры. После 18:00 проходит ужин, после которого проходит вечерняя молитва. После ужина обычно читаются вечерние молитвы, а затем проходят выступления на фестивальной сцене. «Иногда после концертов желающие могли попеть песни у костра под гитару или собраться сектором на разговор у свечи».
Хотя участникам предоставляется свобода в выборе посещения большинства мероприятий, фестиваль предполагает со стороны его участников понимание его задач и активное вовлечение, а не праздное времяпрепровождение. По словам священника Ярослава Ерофеева: «Всё очень динамично происходит, ребята загружены занятиями. Мы стараемся находить подходы что бы было интересно духовно и физически. Скучать и грустить там не приходится. Многие жалуются, что нет свободного времени, чтобы просто пообщаться».

### Заезд и открытие
Первыми на фестиваль приезжают организаторы и волонтёры чтобы обустроить фестивальный лагерь и установить временные постройки и палатки, необходимые для его проведения.

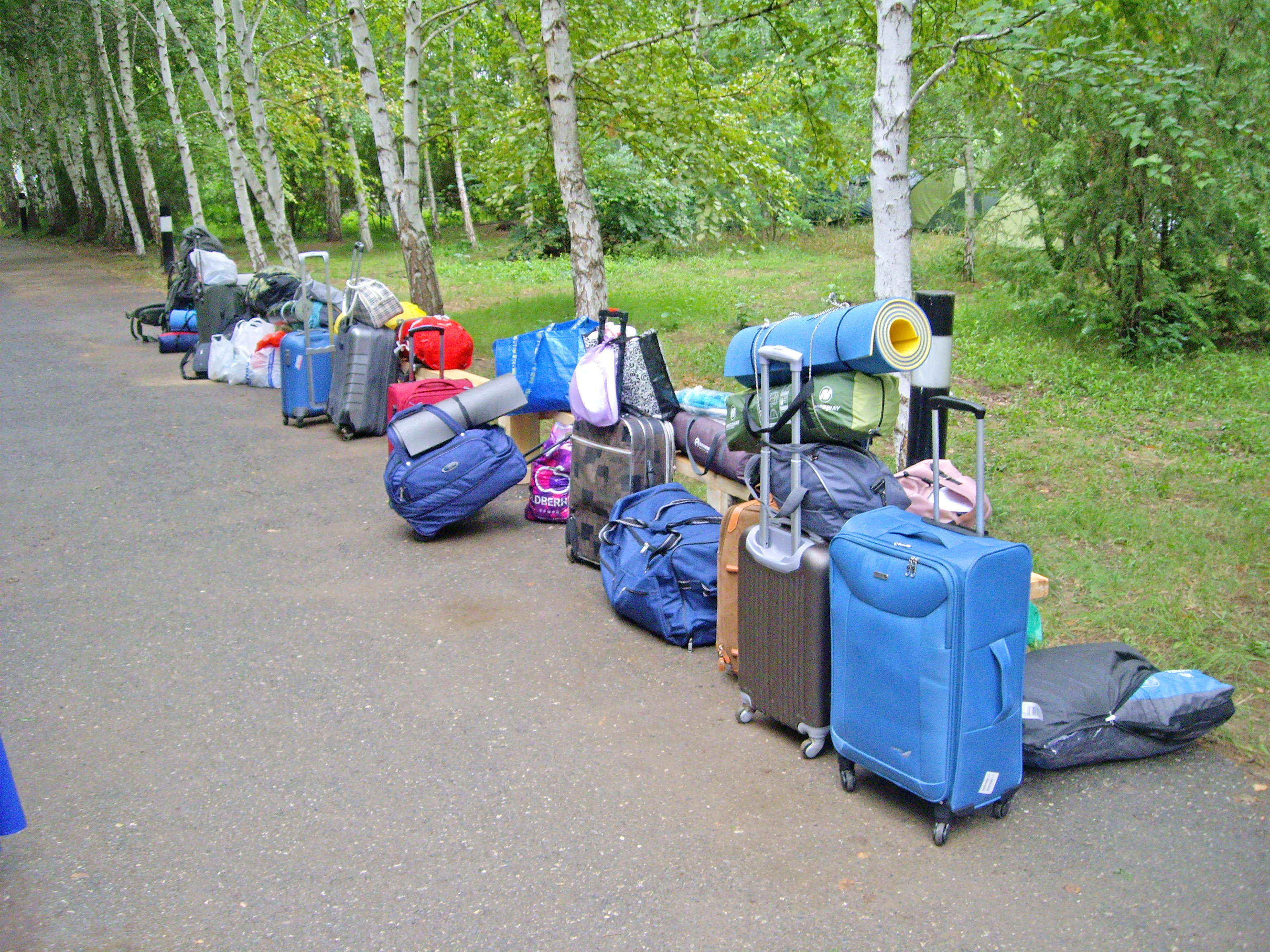
Вещи тех, кто уже приехал, но ещё не разместился. Летний фестиваль 2018 года

Начиная с 2010 года, заезд основной массы участников на летний фестиваль начинается в субботу с полудня. В этот день их у вокзала, железнодорожной или автобусной станции как правило встречают волонтёры, которые помогают им добраться до фестивального поля. Для этот чаще всего нанимаются автобусы. Участники, приехавшие до или после даты официального заезда, добираются самостоятельно.
Приезжая на фестиваль, участники приходят в палатку регистрации, где получают бейджики участника фестиваля с указанием имени и города, откуда приехал человек. После этого они по согласованию с волонтёрами устанавливают на поле свои палатки в отведённом для них секторе. В тот же день, после приезда основной части сектора, волонтёры приводят игры на знакомство между участниками сектора.
Приблизительно в 20:00 — 21:00 того же дня начинается первое концертное выступление — «представление городов», где участники приехавшие из одного города собираются и вместе исполняют сценическую презентацию своего города или региона в произвольной творческой форме, как правило в форме капустника. Продолжительность одного выступления не должна превышать 5 минут. Представление городов впервые появилось на летнем фестивале 2007 года вместо торжественного открытия фестиваля, которое было перенесено на вечер следующего после заезда дня. Зимний фестиваль в силу меньшего количества участников и фестивальных дней как правило обходится без представления городов.
Утром следующего после заезда дня служится молебен о получении прошения и о всяком благодеянии Божием, а вечером того же дня, примерно в 20:00 начинается торжественное открытие фестиваля, на которое традиционно приглашаются представители местных властей. Первой песней, которая звучит на этом концерте, является фестивальный гимн в форме песни, которая сочиняется специально для этого фестиваля и впервые звучит именно на нём. Особенностью «гимна» является то, что в ней так или иначе обыгрывается слово «братья». Гимн сочиняется только для летнего фестиваля, таким образом число гимнов совпадает с возрастом фестиваля.

### Богослужения и общие молитвы

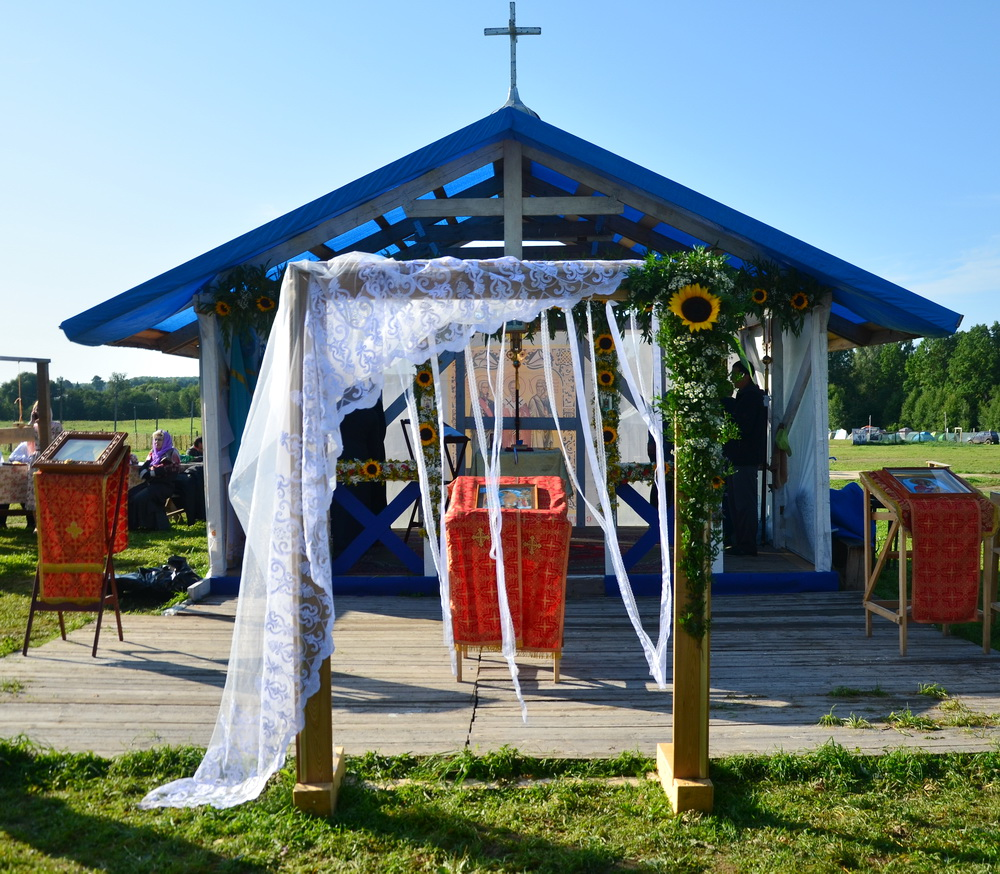
Временный храм на летнем фестивале 2019 года

Ещё при подготовке первого фестиваля было решено, что каждый день будет начинаться и заканчиваться молитвой.
Для каждого летнего фестиваля сооружается временный храм. Возле него ежедневно на фестивале читаются утренние и вечерние молитвы по молитвослову. По словам Виктории Аникеевой: «никто не заставляет участников читать их, ставится микрофон, к которому подходят те ребята, которые готовы читать вслух, а все остальные молятся рядышком».
В этом же храме приехавшее на фестиваль духовенство почти ежедневно служит Божественную литургию. Сам храм небольшой и может вмещать в себе алтарь, а миряне молятся перед ним. Временный храм намеренно делается без стен, поэтому молящиеся видят всё, что делают священники. По словам Яны Седовой, на фестивальная литургия «всегда с миссионерским оттенком. Отсутствие иконостаса позволяет видеть всё, происходящее в алтаре, а чтение многими священниками тайных молитв вслух ещё сильнее погружает в смысл Таинства». Певчие для хора набираются из приехавшей на фестиваль молодёжи, имеющей опыт пения на клиросе. Не служится литургия как правило в день заезда, в день паломнических поездок и на следующее утро после ночной литургии.
Кроме литургий, утренних и вечерних молитв в походном храме могут совершаться и другие таинства. На летнем фестивале 2011 года Ярослав Ерофеев крестил свою дочь Любу, родившуюся в мае того же года. На летнем фестивале 2019 года произошло венчание двух пар — Полины и Дмитрия, а через неделю — Анастасии и Юрия.
Один раз, ближе к концу фестиваля, совершается ночное богослужение, которое начинается в 21.00 с чтения канонов и правил ко Причастию, а так как на фестивале принято исповедоваться перед причастием, священнослужители в это время принимают исповедь у тех, кто не успел исповедоваться ранее. В 23.00 начинается вечерня, а следом за ней служат и утреню, на которой на котором практически все участники фестиваля причащаются. По словам Оксаны Шашауто: «Мы пошли по стопам первых христиан, когда богослужения совершались вечером и ночью — в тёмное время суток, чтобы скрыться от гонителей. Сейчас в большинстве храмов ночные литургии совершаются традиционно на Пасху и Рождество. А мы молились тогда прямо под открытым небом, под звёздами. Это было удивительное чувство». На этом богослужении благословляют петь стихиры Пасхи. Многие участники называют ночное богослужение кульминацией фестиваля. Как отмечала Мария Евсина: «Ночная служба „Братьи“ — это маленькая Пасха. Я чувствовала передаваемую радость и благодать, видя вокруг себя дружных участников со свечками в руках, объединённых этим праздником. Службу прошла буквально на одном дыхании, в сосредоточенном молчании и торжественном пении. И вот, наконец, Причастие. А после него — радостные братские объятия и поздравления. Христос Воскресе! Воистину Воскресе!».

### «Костёр»

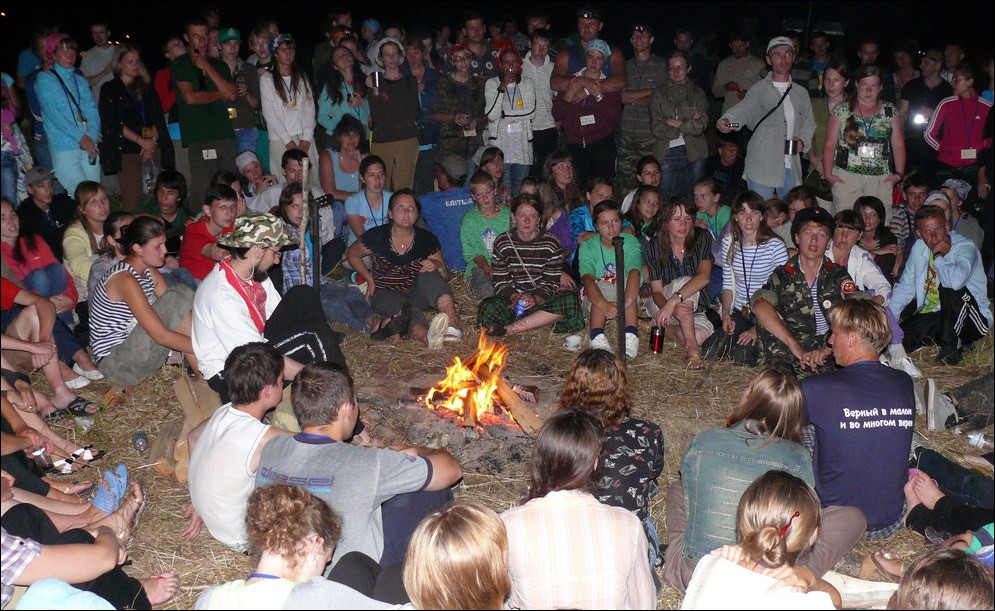
Вечер у костра. Летний фестиваль 2010 года.

Каждый вечер на летнем фестивале зажигается костёр, куда может прийти любой участник фестиваля. Вечера у костра были задуманы ещё при подготовке к первому фестивалю; так портал «Слово» в заметке про подготовке первого фестиваля отмечал: «Жизнь в палатках, песни, разговоры у вечернего костра, призваны не только наполнить фестивальные встречи романтикой, но и сплотить православную молодёжь».
На «Костре» принято петь песни, как правило под гитару, а также общаться. Кроме того, вечером может стать холодно, и тогда костёр используется и как средство обогрева.
Как писала Ольга Лазарь в 2014 году «по вечерам всех собирает огромный и дружный костёр — вместе песни поём, вместе играем, тяжело только потом уйти спать. Волонтёры, как могут, стараются всех разогнать, потому что на следующий день много мероприятий, лучше быть на них бодрыми». Как писала Мария Евсина в 2018 году: «Вспоминали и детские, и военные, и фольклорные, и популярные среди молодёжи песни. Несколько постоянных наших певцов по своей инициативе приготовили заранее и раздали всем песенники с популярным репертуаром „Братья“ на русском, украинском и белорусском языках. Больше всех нам нравилось исполнять „Там за лесом“, негласный гимн фестиваля».
После церемонии закрытия фестиваля согласно расписанию следует «прощальный костёр», на котором можно сидеть до утра.

### «Общие беседы» и «мини-беседы»

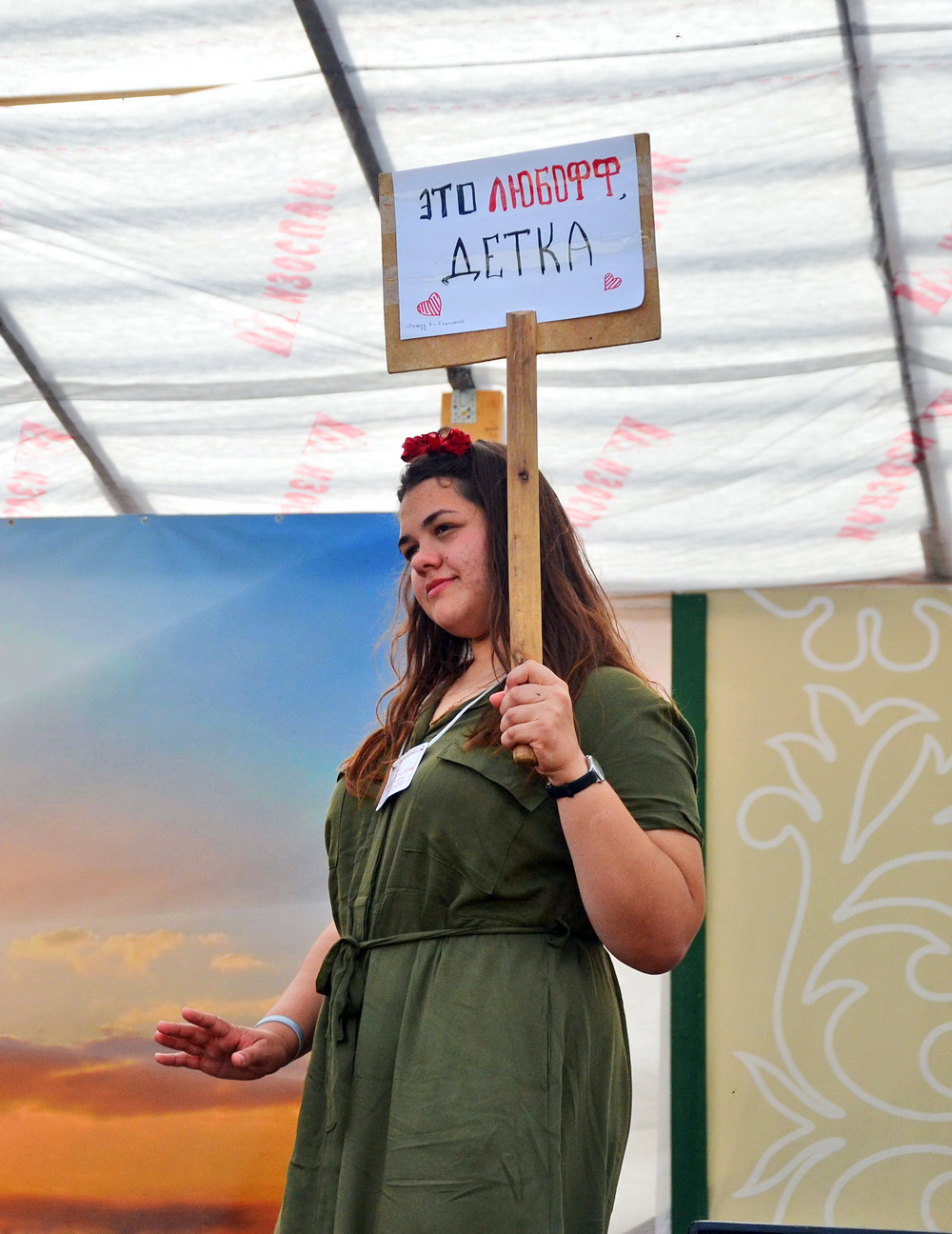
Волонтёр с темой мини-беседы

Лекции построены в формате «общих бесед» и «мини-бесед», причём предусматривается не только прослушивание лекции, но и задавание вопросов слушателями. Как отмечалось в Московских епархиальных ведомостях, «батюшки помогают найти ответы на многие вопросы, а иногда, напротив, задуматься и задать вопрос самому себе: так ли я живу, правильно ли поступаю?». Беседы могут вести не только священники и епископы, но и хорошо разбирающиеся в теме миряне. Проводятся данные мероприятия утром и в первой половине дня.
Общая беседа проводится обычно раз в день, и на неё приглашаются все участники фестиваля. При этом в программе фестиваля заранее объявляется имя выступающего. Мини-беседы начинаются с того, что все участники фестиваля подходят к фестивальной сцене, куда поднимаются волонтёры с табличками в руках. На табличках написаны названия мини бесед, из которых каждый участник выбирает наиболее ему близкую тему. При выборе темы участники не знают, кто именно будет вести мини-беседу. После того, как участники фестиваля выберут тему, волонтёры ведут их туда, где будет происходить выбранная «мини-беседа». Мини-беседы проводятся одновременно, таким образом в один момент можно присутствовать только на одной мини-беседе. Количество мини-бесед каждый раз различно и зависит от числа участников фестиваля и от количества священников, готовых их вести. По словам Оксаны Шашуто: «Все расходятся такими малыми группами. И, получается, есть возможность пообщаться с глазу на глаз, <…> человек 20, 10 — беседа с каким-то конкретным священником на конкретную тематику. Ну вот эти беседы, они хоть и мини — они у нас за час должны закончиться, они чаще все начинают тянуться и не заканчиваться, потому что никто не может разойтись». Как отмечала Юлия Воскобойникова, «свободный формат таких бесед практически „съел“ дистанцию между пастырями и пасомыми, что помогло и тем, и другим лучше рассмотреть и понять друг друга. И действительно, сложно сохранять жёсткую субординацию, сидя рядом на траве». Темы бесед могут быть самыми разными, в том числе напрямую не связанными с Церковью. Традиционно популярностью пользуются темы, связанные с семейной жизнью и поиском спутника жизни. Единственное ограничение, накладываемое на подобные беседы: не говорить о политике «ни в каких проявлениях».

### Фестивальные выступления и творчество
Каждый день на импровизированной сцене фестиваля проходят музыкальные и театрализованные выступления; как правило они проходят вечером после лекций, которые проходят утром и днём. Так повелось ещё начиная с первого фестиваля.

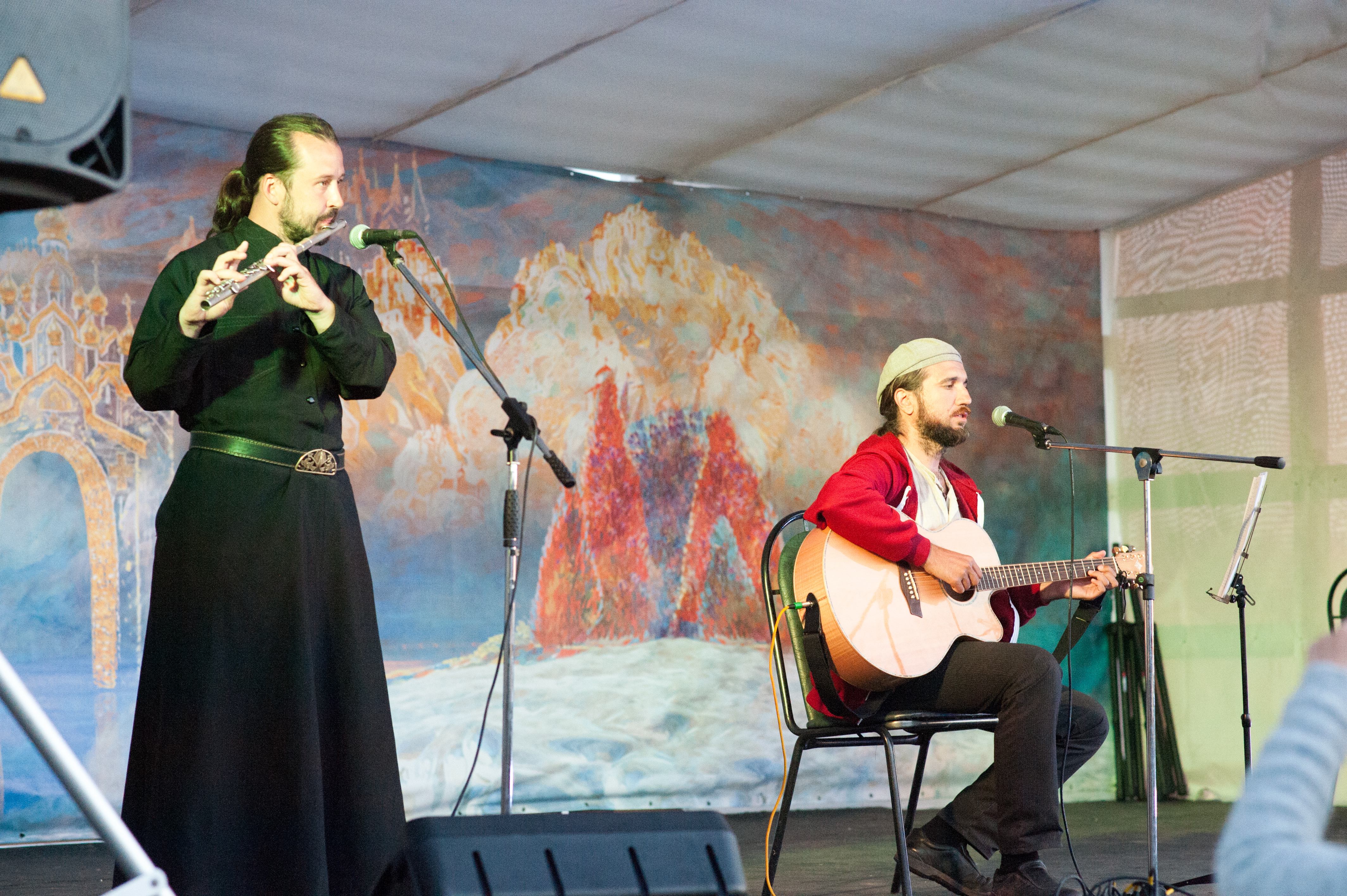
Священник Виктор Никишов (флейта) и священник Ярослав Ерофеев (гитара, вокал). Летний фестиваль 2017 года.

На фестивальной сцене может происходить пение под минусовку, гитару или иногда а капелла, чисто инструментальные выступления, танцевальные номера, художественное чтение. Звучащая со сцены музыка не ограничиваются каким либо одним жанром. Это могут быть и народные песни и церковное пение и авторская песня и рок- и поп-музыка и даже рэп. Общим направлением является не жанр, а скорее жизнеутверждающая направленность этих выступлений; концерты на фестивале, по словам Оксаны Шашуто, «тёплые, добрые, дружные». Могут читаться стихи. Задушевные номера сосуществует с юмористическими. Организаторы не стремятся приглашать известных артистов. Особенностью фестиваля является то, что выступить с музыкальным или каким либо иным номером может любой участник при условии прохождения прослушивания, которое проводят волонтёры. Поют на фестивальной сцене и приезжающие на фестиваль священники.
По словам Оксаны Шашуто сценические выступления не предусматривают конкурсов, «нету соревновательности, нету такого, что люди приезжают и дрожат, какое место они займут и всех готовы победить. <…> Мы поэтому постарались сделать всё очень неформатно и очень неформально». На каждом фестивале выступает под гитару священник Ярослав Ерофеев под акустическую гитару с песнями собственного сочинения в жанре авторской песни. Традиционным является танцевальные выступления учениц «Танц-студии Оксаны Шашуто», в том числе номер «Зайцы-Можайцы», в котором они надевают себе на голову белые картонные уши и двигаются под музыкальную фонограмму, воспроизводимую ускоренно, что придаёт выступлению дополнительный комический эффект. Существует традиция устраивать стихийные хороводы или бегать цепочками около сцены во время исполнения песен: «стоя среди зрителей во время концерта, ты вдруг, подхваченный чьей-то рукой, стремительным вихрем уносился, становясь частью огромного хоровода».
Кроме того, на фестивале есть традиция петь песни не только во время выступлений на сцене и репетиций, но и в любое свободное время. Как писала Мария Евсина о зимнем фестивале 2017 года: «Мы же пели везде и всегда! В поезде туда и обратно в братском вагоне постоянно собирались с гитарой. Ночные посиделки были хороши тем же самым. Приходишь вся измотанная в 12 ночи в комнату после насыщенного дня, а тебя зовут чаёвничать, песни петь под гитару. О сне забыла на неделю! Любой концерт, будь то открытие, закрытие или выступление отца Ярослава и православного ансамбля „Казаченька“ из Астрахани, сопровождался подпеванием. В любой дороге (и пешком, и в автобусах) кто-то начинал, а остальные подхватывали».

### Игра в «ангелов»
В первые дни фестиваля его участники вытягивают бумажку с именем своего «подопечного», о котором, не открывая своего имени, должен заботиться, молиться, дарить подарки, то есть быть его «ангелом». Но прежде этого «подопечного» нужно найти среди участников фестиваля, которых на летнем фестивале может быть более 500. В сообществе фестиваля в социальной сети Вконтакте отмечалось: «Подарки не должны быть дорогими и не обязательно это должны быть подарки — иногда внимание и улыбка бывает приятнее и нужнее».
Например, в 2011 году игра в «ангелов» выглядела так: «пока фестиваль шёл, твоя задача была творить добро для своего подопечного. И вот в этом каждый был кто на что горазд — кто-то передавал через других своему подопечному купленные заранее подарки, иконы, букеты, только что собранные из полевых цветов, лимонад, который был так кстати в жаркий летний день и сладости, купленные по дороге с крестного хода. Но можно было утром обнаружить и берёзку, подаренную Ангелом своему подопечному, о чём возвещала свежая надпись на ней и даже рыбок в речке, громко названной аквариумом с письменной просьбой не вылавливать сих рыбок, так как они были подарены такому-то подопечному от Ангела. Ну и такие приятности как, например, песня в подарок — посланные от Ангела певцы окружали подопечного и дарили ему песню»
При завершении фестиваля по команде организаторов происходит раскрытие «Ангелов», при этом происходит знакомство как с «ангелом», так и с подопечным. Завязавшиеся знакомства нередко переходит в дружбу

### Паломничества, экскурсии и крестный ход

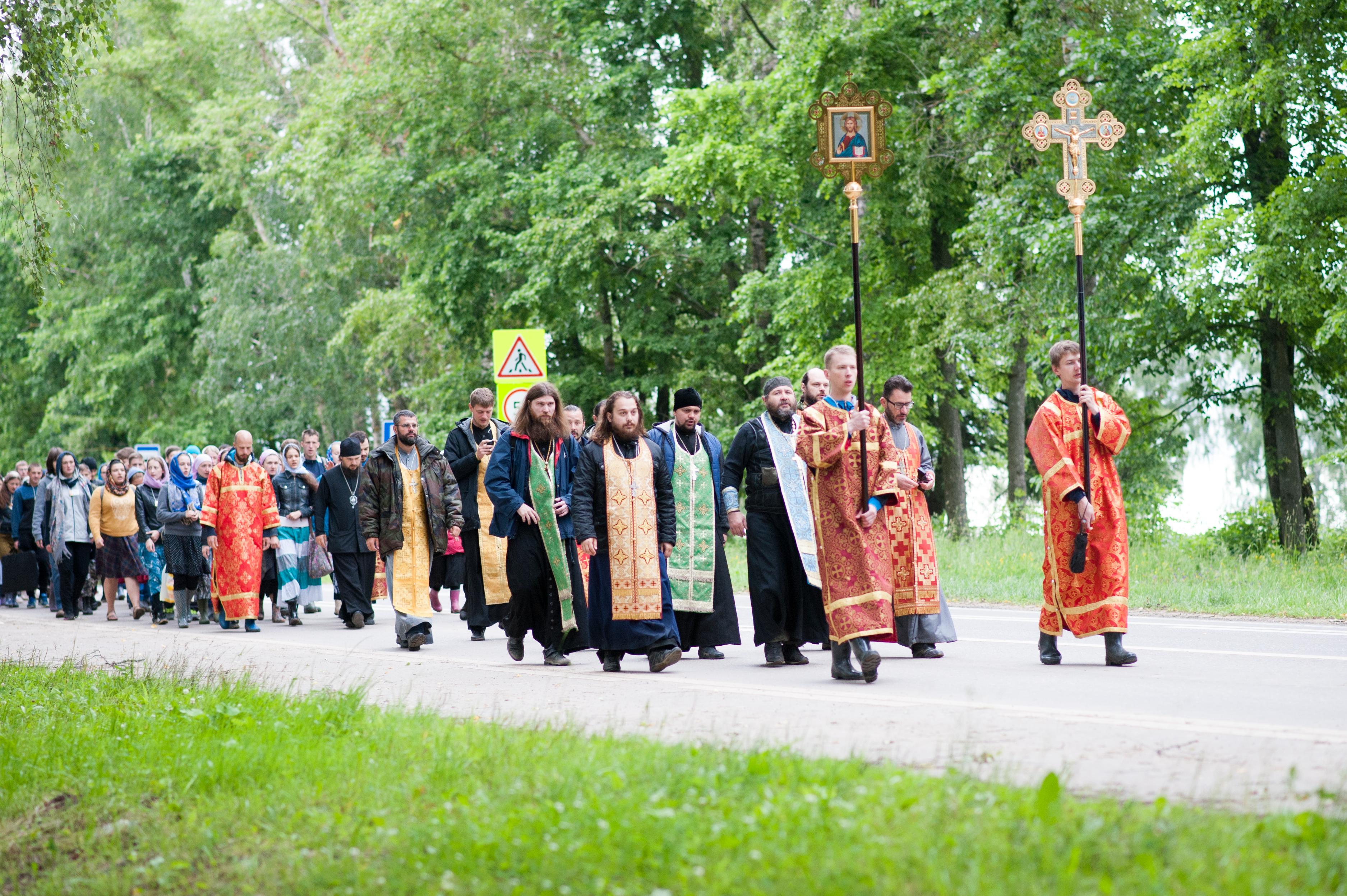
Крестный ход к Спасо-Бородинскому монастырю. Летний фестиваль 2017 года.

Ни один фестиваль не обходится без посещения православных святынь, расположенных в местах его проведения. В один из дней на летнем фестивале совершается общефестивальный крестный ход к тому или иному храму или монастырю, где после этого все пришедшие участвуют в богослужении, после чего возвращаются назад. Как писала Таисия Сакович в 2009 году: «Представляете себе: идёт колонна из 700 человек, занимая всю правую полосу движения, и дружным хором возносит молитвенные песнопения! Мимо проезжали машины. Удивлённые лица людей провожали нас. Оказывается, церковь — это не только безмолвное стояние с преклонённой головой и не только бабушки! Это и живая молодёжь».
Кроме того в программе летнего фестиваля обязательно выделяется экскурсионный день, когда участники фестиваля садятся на автобусы и разъезжаются по заранее составленными маршрутами, а к вечеру возвращаются на место проведения фестиваля. Каждый выбирает свой маршрут заранее, при регистрации на фестиваль. По словам Оксаны Шашуто: «мы стараемся, когда приезжаем в другой город, обязательно день отдельный выделить на паломнические экскурсии, чтобы увидеть те святыни, те города, те красоты, которые располагаются там, которые мы, в общем, никогда не видели и вряд ли бы увидели, если бы не приехали туда. Поэтому <…> экскурсий 6-7 вариантов обычно придумывают ребята местные. И в один день все автобусами разъезжаются в разные точки области, епархии». Например, на летнем фестивале 2014 года это выглядело так: «Ещё солнце не взошло, как по всему палаточному городку раздаются звоны колокольчиков, слышны голоса: „Оптина, подъём…“, вновь трезвон колокольчиков, „Лавра, подъём…“ и так на протяжении часа. <…> Выбор поездок был велик (Москва, Оптина пустынь, Сергиев Посад, Кубинка, Звенигород, Новый Иерусалим, Можайск, Бутово)». При этом экскурсии организуются не обязательно в храмы или монастыри. Это могут быть и городские музеи, просто экскурсии по городу и возможность посмотреть местные «чудеса природы».

### Спортивные и иные соревнования

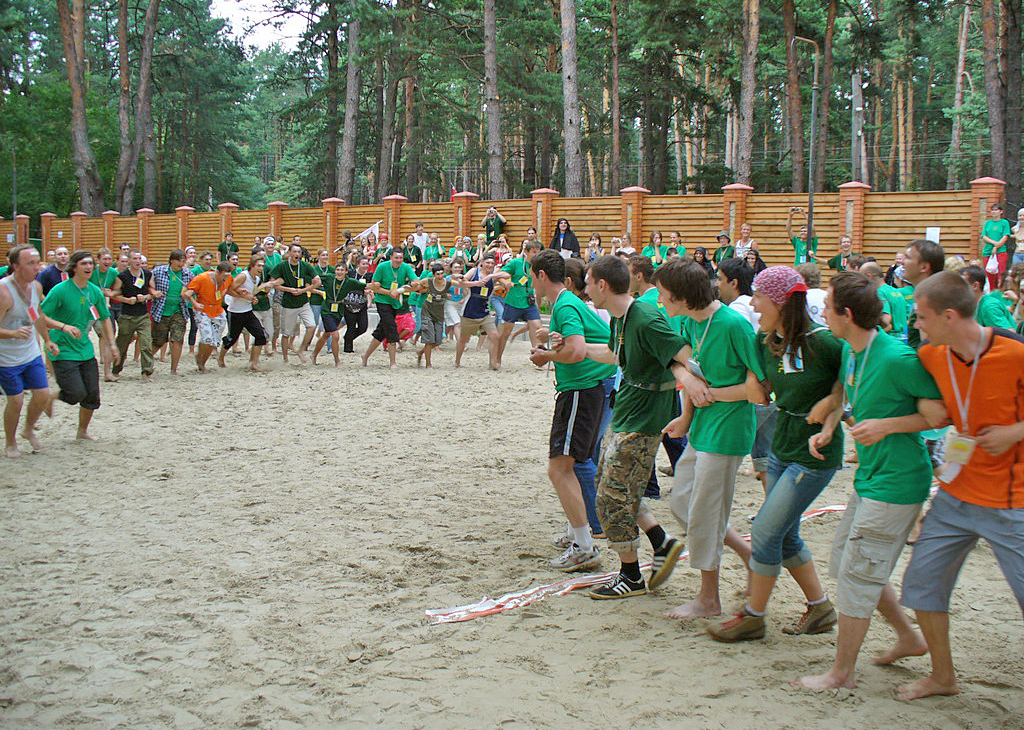
Спортивные состязания. Летний фестиваль 2008 года.

Ещё при подготовке к первому фестивалю организаторы пошли на встречу просьбам и предусмотрели возможность активного отдыха. На первом фестивале были игры в футбол и волейбол. в дальнейшем именно в эти игры чаще всего играли на летних фестивалях. Зимой на фестивале могут быть лыжи, снежки, коньки и др. C 2006 года проводится ролевая игра в форме квеста. Его участникам для победы нужно проявлять не только сообразительность, но и быстроту и ловкость. С летнего фестиваля 2014 года проводится бодрая утренняя зарядка, позволяющая участникам взбодриться после того, как они проснулись.
В отличие от музыкальных выступлений, в спортивных состязаниях предусматривается состязательность и борьба за первое место. Однако вознаграждения за победу нет или оно носит символический характер. Организаторы выбирали разные формы проведения спортивных соревнований, которые дают участникам фестиваля возможность проявить свои силу и ловкость. На фестивале 2006 года был устроен мини-чемпионат по футболу между сборными Украины, России, Белоруссии и приехавшими на фестиваль священниками. На летнем фестивале 2007 года была проведена шуточная фестивальная олимпиада в поддержку Олимпиады Сочи-2014. На летнем фестивале 2017 года был проведён импровизированный «рыцарский турнир». На летнем фестивале 2018 году состоялся турнир по игре в лапту.
На летнем фестивале 2013 года говорилось: «Спорт — это жизнь, в здоровом теле здоровый дух, в человеке, в котором есть силы и стремление к победе, всегда живёт душа, способная побеждать, в том числе побеждать свои страхи и сомнения, уметь бесконечно усердно приближаться к Богу. Спорт — это школа жизни, где нагляден один факт: „сразу“ и „быстро“ ничего не бывает, в том числе и выработка духовного равновесия».
Представители фонда «Ратники отечества», посетившие летний фестиваль 2015 года, отметили интерес его участников к тактическая подготовке и констатировали несостоятельность представлений «о предрасположенности православной молодёжи исключительно к созерцательному образу жизни, некоторой оторванности от неё или вообще пассивной жизненной позиции».
Кроме того, на фестивале предусмотрены конкурсы на эрудицию. Проводились настольные игры. С 2014 года по утрам, после молитвы, стала проводиться бодрая танцевальная зарядка.

### Мастер-классы
Обучающие мастер-классы в программе фестиваля впервые были проведены на летнем фестивале 2008 года. Набор мастер-классов на индивидуален на каждом фестивале, и зависит от того, специалисты по какому ремеслу окажутся в данный момент на фестивале; обычно это различные виды рукоделия или ремёсел, а также обучение различным физическим упражнениям. Проводят мастер-классы чаще всего не приглашённые для проведения конкретного мастер-класса люди, а приехавшие на фестиваль участники, которые делятся своими навыками. Участник, желающий провести мастер-класс, заранее договаривается с организаторами. Подобно мини-беседам, участникам фестиваля предлагают таблички с названиями мастер-классов, которые проводятся одновременно.
На разных фестиваля участникам предлагали мастер-классы по заплетанию кос, гончарному ремеслу и росписи по ткани и бумаги, квиллингу, плетению, вязанию, вышивке, ткачеству, изготовлению кукол, резьбе по дереву, скрапбукинг, дудлинг, декупаж, оригами, художественной обработке кожи, флористике, актёрскому мастёрству, фото, пению, стрельбе из лука, рукопашному бою, метанию ножей, колокольному звону и многому другому. Сделанные на мастер-классе своими руками вещи нередко дарят подопечному, играя в «ангела». Кроме того, проведение фестивального бала предваряет мастер-класс по тем танцам, которые будут на нём танцевать.

### Ролевая игра

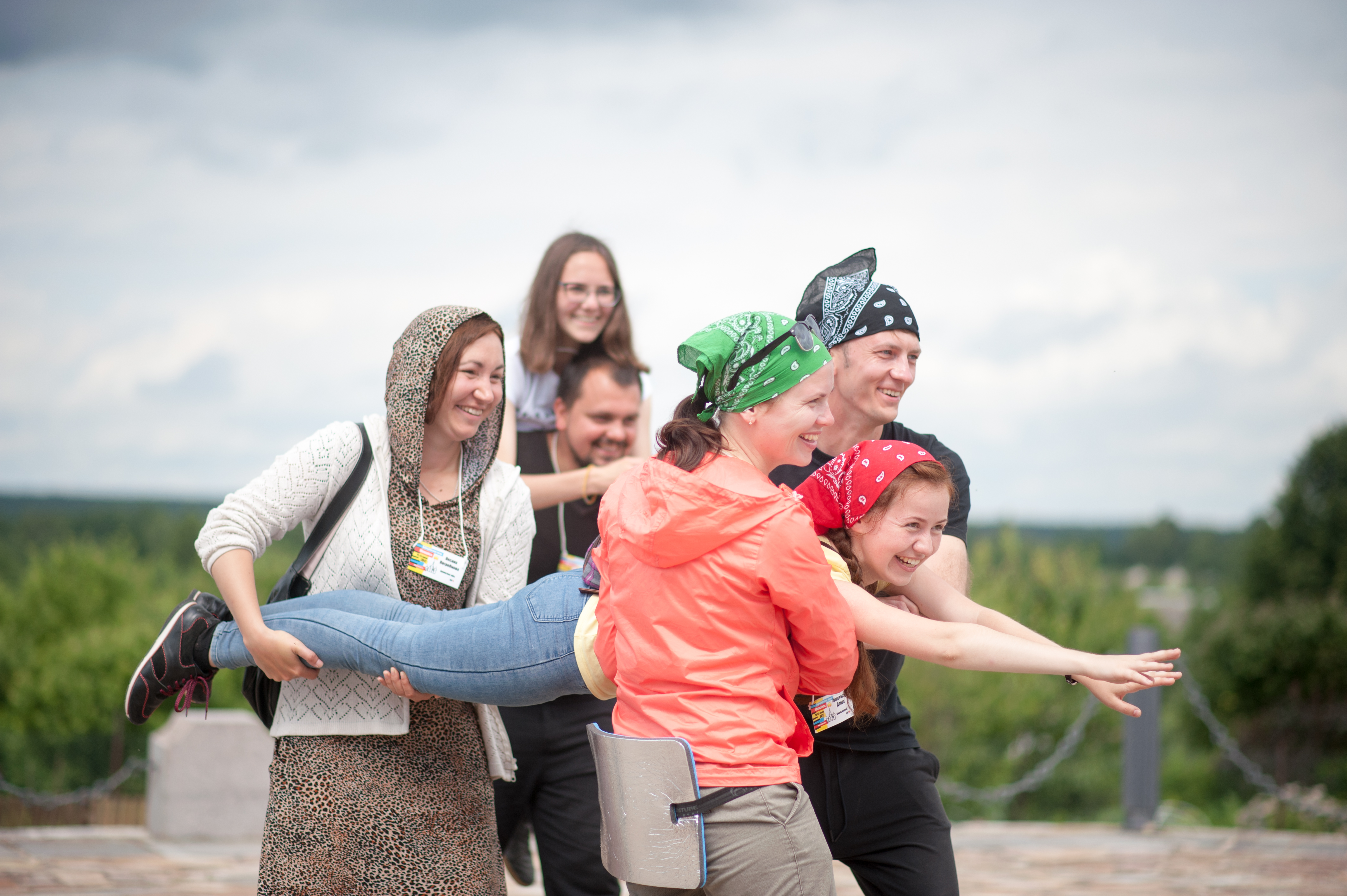
Участники ролевой игры выполняют задание на Бородинском поле. Летний фестиваль 2017 года

Важной составляющей каждого фестиваля является ролевая игра наподобие квеста, которая совмещает в себе спортивную и познавательную составляющие. Ролевая игра как правило связана с историей того места, где она проводится.
До начала фестиваля некоторые его участники, из числа организаторов фестиваля и волонтёров, заучивают свои роли и готовят соответствую одежду и иной реквизит для изображения определённой эпохи, а когда начинается ролевая игра, они занимают свои позиции на местности. Остальные участники разделяются по группам. То, в какую группу попадёт конкретный участник, определяется до начала фестиваля и пишется на бейджике; при получении бейджика участник узнаёт название своей группы. У каждой группы индивидуальный маршрут, который указан на карте, выдаваемой каждой группе. Когда группа приходит на очередное заданное место, их встречают один или несколько участников-актёров в том или ином образе, связанном с тематикой ролевой игры, которые рассказывают свою легенду, а затем дают группе задание. В случае если команда справляется с заданием, она получает часть того или иного артефакта. Вне зависимости от того, справилась ли группа с очередным заданием, они идут выполнять следующее чтобы полностью пройти положенный им маршрут.
Ролевая игра, проводимая на месте своего появления, Бородинском поле, как правило стоится вокруг Бородинского сражения 1812 года и его участников, героев битвы за Москву 1941 года, а также подвижников благочестия этих мест; уже на фестивале 2006 года присутствовали все они. Из героев Отечественной войны участники квеста могут встретиться Кутузов, Багратион, Наполеон, Надежда Дурова, гусары, французские солдаты, русские крестьяне, а также писатель Лев Толстой, описавший Бородинскую битву в «Войне и мире», и автор «Бородинской панорамы» Франц Рубо. Из героев Великой Отечественной войны на поле, появляются красноармейцы, солдаты вермахта, партизаны, медсёстры. Из числа подвижников благочестия можно встретиться со схимонахиней Рахилью (Коротковой) и Маргаритой Тучковой. Кроме того, само присутствие на Бородинском поле и перемещение по нему позволяло участникам отчетливо представить себе масштабы места сражения.

### Фестивальный бал

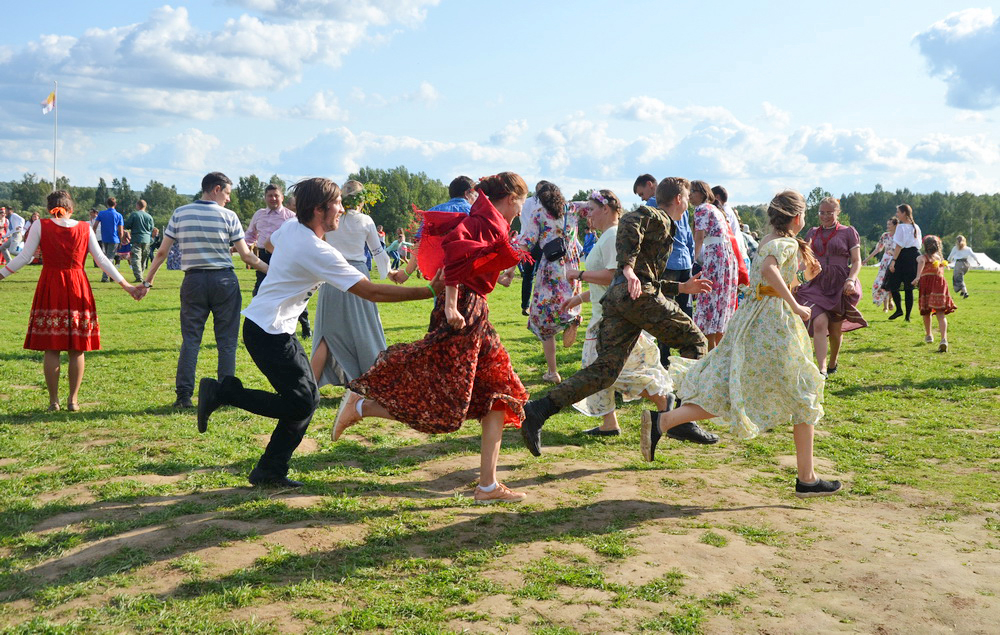
Игры в народном стиле на летнем фестивале 2019 года

Изюминкой фестиваля является костюмированный бал. За один бал участники танцуют несколько несложных танцев.
Бал был впервые проведён 15 февраля 2012 года на зимнем фестивале в Санкт-Петербурге и был приурочен к празднику Сретения Господня, многие участники которого танцевали бальные танцы в первый раз в жизни. До этого на фестивале были хороводы и «ручейки». По словам Оксаны Шашато: «Именно петербуржцы предложили сделать на зимнем фестивале бал. В настоящем дворце. С настоящей живой музыкой. И мы так впечатались этим событием, что не смогли остановиться. Следующий зимний бал мы уж провели в следующем городе. А там мы додумались и летом делать балы, которые были уже не такие классические, а более народные, фольклорные. Но, тем не менее, это всё равно балы. Молодёжи это полюбилось. Это красиво, ярко, интересно. Возможность показать себя немного в другой роли, чем в повседневной жизни».
Ещё до начала фестиваля выбирается тематика бала и те, кто собираются принят участие в бале, приводят с собой бальные платья и костюмы. Перед проведением бала проводятся репетиции, где участники разучивают танцы. Как правило на летних фестивалях танцуют народные танцы на открытым воздухе, а на зимних — бальные (например полонез, кадриль, вальс, котильон, польку-тройку) в помещении. Начало бала на летнем фестивале 2014 года описывалось так: «Весь наш палаточный городок в один миг преобразился. Все участники фестиваля специально к балу привезли с собой кто русский народный костюм, кто одет как казак, кто просто в туфельках, рубашечке и брючках. Но смотрелось всё это очень грандиозно, и вся БРАТЬЯ понеслась в пляс».

### Окончание фестиваля
Вечером предпоследнего дня фестиваля происходит заключительный концерт, где повторяются лучшие номера, из показанных в предыдущие дни, после чего следует церемония закрытия. Также на заключительном концерте вручаются благодарственные грамоты и подобные награды тем, кто особенно потрудился в деле проведения данного фестиваля. Затем проходит «прощальный костёр», после которого (или вместо которого) участники расходятся спать. Отбоя в эту ночь нет, и участники могут не спать до утра.
На следующий день утром служится литургия и после обеда, примерно в полдень, презентуется следующий фестиваль, место проведения которого до этого традиционно держится в секрете. Изначально церемония закрытия была самым последним фестивальным мероприятием, после которой следовал разъезд участников. На летнем фестивале 2008 года церемония закрытия была проведена вечером предпоследнего дня, а с 2009 года закрепился нынешний порядок.
После этого участники фестиваля прощаются друг с другом и разъезжаются по домам. Некоторые участники фестиваля сразу по окончании фестиваля «просто так едут друг к другу в гости, чтобы не расставаться хотя бы ещё на несколько дней».
После отъезда участников волонтёры разбирают временные постройки, производят уборку мусора и уезжают сами.

## Сообщество и проекты фестиваля

### Общение вне фестиваля

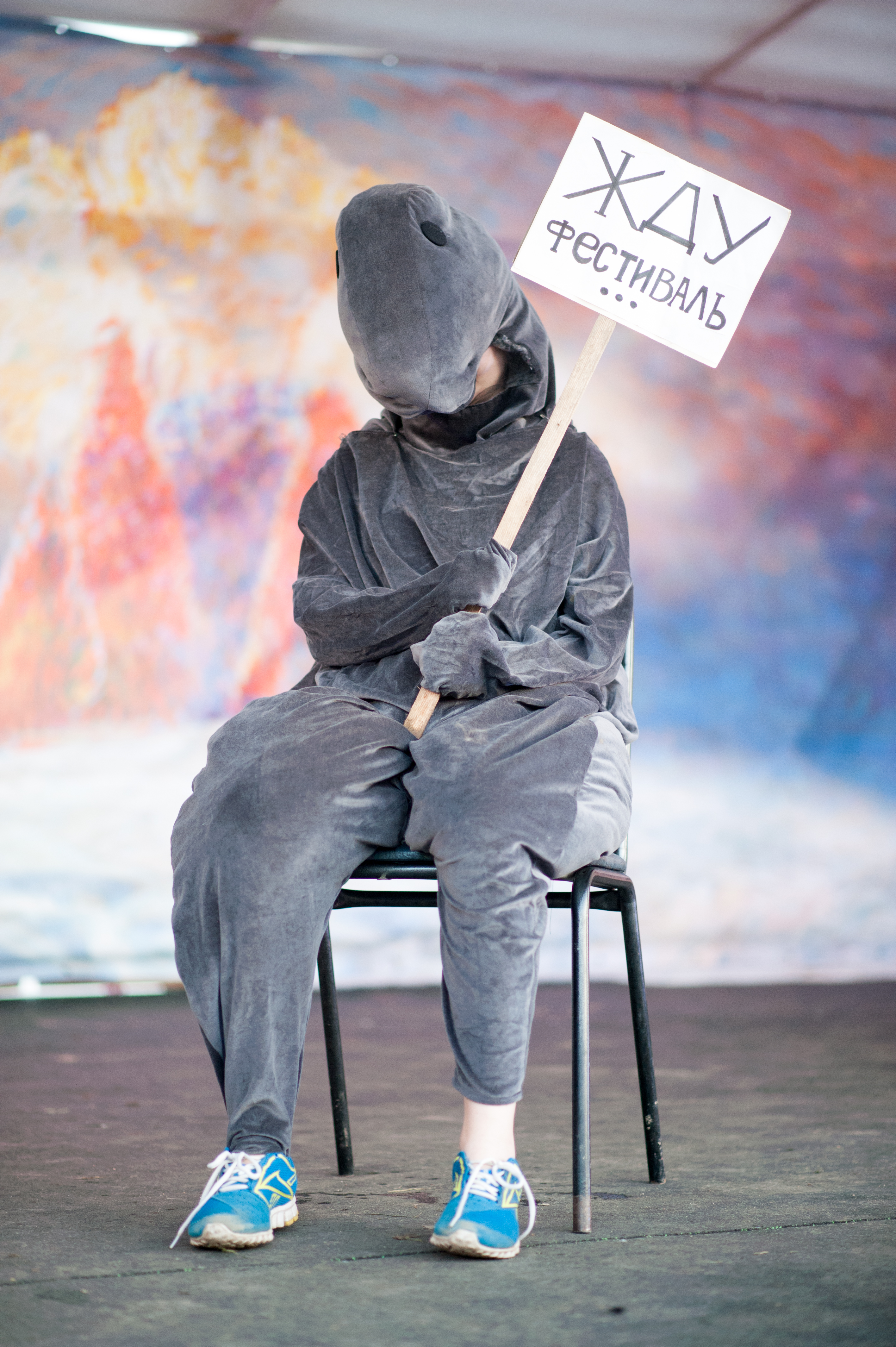
«Ждун». Летний фестиваль 2017 года

Знакомства, которые завязываются на фестивале, часто поддерживаются и вне его. Люди общаются посредством интернета, устраивают локальные встречи, ездят в гости друг к другу. Как отмечала Яна Седова: «„Братья“ — больше, чем фестиваль. Это семья, члены которой живут в разных странах, но дважды в год стараются встречаться».
У фестиваля есть сайт bratia.ru с форумом (зарегистрирован 11 декабря 2005 года); активны группы в социальный сетях Вконтакте, instagram и facebook, для которых существуют хештеги #БратьяФест #братьяфест #bratia #bratiafest.
Кроме того по словам священника Ярослава Ерофеева: «Мы стремимся <…> организовать такое место, чтобы фестиваль „Братья“ был там круглый год <…> Это духовно-культурный центр, который бы мог принимать молодежь круглогодично, и где была бы вся инфраструктура необходимая. То есть и храм для совершения Евхаристии, и там концертный зал <…>, открытая площадка для лета, палаточный лагерь, корпус, где можно зимой размещаться».

### Братские поездки
Ещё до создания фестиваля «Братья» православная молодёжная группа из Можайска стала ездить в Киев, где в том числе встречала первую неделю великого поста в Ионинском монастыре. Так как те, кто побывал на фестивале, хотели встречаться чаще, был придуман зимний фестиваль, «а потом волонтёры стали вместе отмечать новый год, а потом мы организовали межбратские встречи. И начались поездки: вместе в Бари, вместе на Корфу, во Францию к Туринской плащанице, в Италию».
По словам священника Ярослава Ерофеева: «Путешествия расширяют кругозор, стирают многие стереотипы о странах и людях, дают возможность побыть с родными по духу людьми в отрыве от повседневных забот. Стараюсь участвовать именно в паломнических поездках, чтобы прикоснуться к нашему священному христианскому Преданию, которое сохранилось и в мощах Божьих угодников, и в кирпичиках древних храмов. И что важно: мы всегда приглашаем к себе в группу только интересных и высококвалифицированных гидов!».

### Школа волонтёров
На летнем фестивале 2016 года в Заславле команда волонтёров не сложилась. В итоге решено было готовить волонтёров серьёзно, для чего и была придумана «Школа волонтёров фестиваля „Брятья“». Работа над её созданием началась после окончания зимнего фестиваля 2017 года. Основной труд его по созданию взяли на себя Виктория Аникеева и Марина Жиронкина. Было сформулированы цели и задачи «Школы волонтёров», чётко сформулированы требования к волонтёру фестиваля «Братья», создана группа в социальной сети «Вконтакте», которая стала регулярно пополняться. Все дисциплины в «Школе волонтёров» были разделены на 4 блока (по числу преподавателей): духовный (священник Ярослав Ерофеев), практический (Оксана Шашуто), психологический (Марина Жиронкина), игровой (Виктория Аникеева). Цель школы волонтёров не только дать её ученикам знания, но и сплотить их в единую команду, «погрузить их в атмосферу фестиваля, помочь каждому настроиться на предстоящий тяжёлый самоотверженный труд, научиться выживать в сложных условиях».
Впервые «Школа волонтёров» была проведена с 9 по 14 июля 2017 года на Бородинском поле, непосредственно перед состоявшимся там же фестивалем. В дальнейшем «Школа волонтёров» приходила в течение недели непосредственно перед фестивалем. Кроме учёбы в «Школе волонтёров» её ученики должны были её и заниматься устройством фестивального лагеря. В последний день «Школы…» была проведена «тропа доверия», которая представляла собой ряд испытаний, направленных на то, чтобы волонтёры безоговорочно доверяли и приходили на помощь друг другу если потребуется. Особенностью «Школы волонтёра» стало то, что те кто успешно проходил обучение, сразу же надевали красную футболку волонтёра и приступали к практике.
В дальнейшем «Школа волонтёров» ежегодно приходила в течение недели непосредственно перед летним фестивалем. По завершении обучения участники получают сертификаты Синодального отдела по делам молодёжи Русской православной церкви о прохождении школы волонтёра. Участие в «Школе волонтёров» платное.

### Православная психологическая мастерская
28 сентября 2017 года было объявлено о проведении «Православной психологической мастерской», организованной волонтёром фестиваля «Братья» и одной из создательниц «Школы волонтёра» психологом Мариной Жиронкиной. Первая «мастерская» прошла с 4 по 6 ноября в Можайске 2017 года. В программе были лекции, тренинги, мастер-классы, психологический киноклуб, плейбек-театр, рисование в стиле «нейрографика». После этого «Мастерская» стала проводиться дважды в год, весной и осенью.
«Мастерская» рассчитана «на самую широкую аудиторию — от психологов-профессионалов до тех, кто просто интересуется психологией» и даёт возможность «получить новые знания и опыт, познакомиться с интересными людьми и расширить кругозор».

### «Братья Семья»
Из-за того, что многие участники фестиваля «выросли, женились, родили детей, обросли родными и друзьями, но желание собираться вместе не иссякло», а также «спектр вопросов и интересов значительно изменился», организаторы решили, что «ФЕСТИВАЛЬ должен расти вместе со всеми» и 25 марта 2018 года объявили о проведении первого семейного фестиваля «Братья», созданного специально для семейных пар с детьми. Первый семейный фестиваль был проведён с 29 сентября по 6 октября 2018 года на острове Корфу и с тех пор стал проводиться ежегодно осенью в средиземноморье.
Программа включает в себя: беседы и дискуссии; «батюшки и матушки Фестиваля»; советы по медицине, беременности и родам, семейному образованию, воспитанию детей, «Разминки-танцминутки»; экскурсии к святыням и красивейших местам; игры, квесты, квиз «и всякое весёлое и интересное движение», купание в море.

### «Братская почта»
11 марта 2018 года была анонсирована акция «Братская почта» по рассылке между участниками пасхальных открыток по системе посткроссинг. Каждый участник заполнял анкету, указывал свой точный адрес. После этого организаторы прислали 5 адресов в личные сообщения каждому записавшемуся, после чего он должен был подготовить и послать по этим адресам красочные открытки, а затем сам получить 5 открыток с пяти разных адресов. Акция повторилась уже перед Рождеством, в связи с чем 3 ноября того же года был анонсирован сайт post.bratia.ru. Рассылка открыток происходит дважды в год: перед Пасхой и Рождеством.
По словам организаторов: «фестиваль не может остановиться и несёт свою радость дальше, вокруг! Создаются новые проекты, воплощаются новые идеи… Одна из них — идея соединить весь братский мир частичкой каждого — открыткой, подписанной своей рукой, с текстом, идущим от сердца, с маленьким подарочком, несущим аромат души его дарителя… Да-да, как раньше!..)) Согласитесь, ничто не заменит нескольких строк, написанных дорогой рукой, и внимания — драгоценнейшего из подарков».